# Saint-Pierre (Martinique)
Pour les articles homonymes, voir Saint-Pierre.
Saint-Pierre est une commune française et une sous-préfecture de la collectivité territoriale unique de Martinique. Saint-Pierre est située à 31 km au nord de Fort-de-France sur la côte caraïbe au sud-ouest de la montagne Pelée. Ses habitants sont appelés les Pierrotains (aussi écrit Pierrotins) et les Pierrotines.
Fondée en 1635 par Pierre Belain d'Esnambuc, c'est la plus ancienne localité de la Martinique dont elle est la capitale administrative (chef-lieu) jusqu'en 1692. Elle fut aussi la capitale économique et culturelle de la Martinique jusqu'en 1902, date de sa destruction par l'éruption de la montagne Pelée, avant d'être progressivement reconstruite à partir de 1923. L'ensemble de la ville est labellisée Ville d'Art et d'Histoire en 1990.

## Géographie

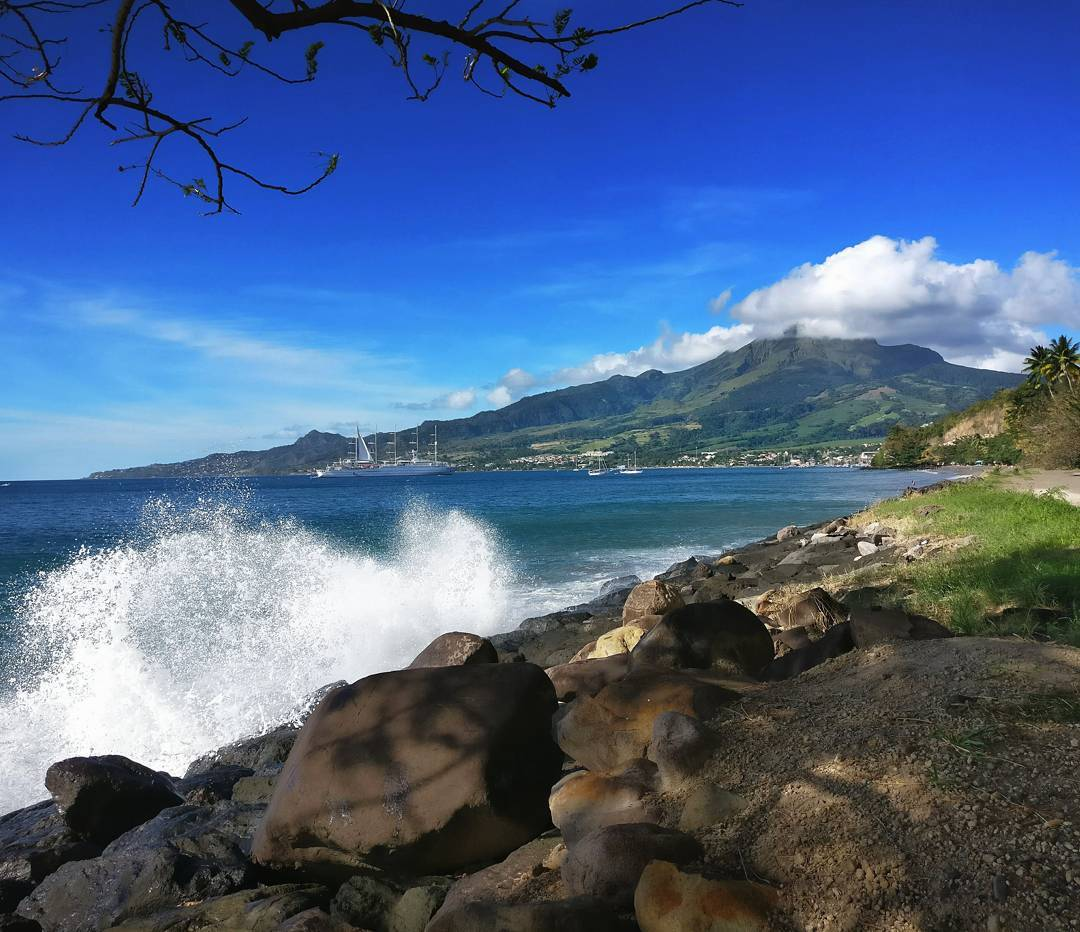
Baie de Saint-Pierre.

### Localisation
La ville de Saint-Pierre est située sur la côte nord-ouest de l'île de la Martinique à 31 km au nord de Fort-de-France sur la côte caraïbe au sud-ouest de la montagne Pelée qui culmine à 1 397 mètres d'altitude. Le climat y est de type tropical.

### Topographie
La rade de Saint-Pierre est profonde et n'a à craindre que les vents de l'ouest. Elle constitue un excellent lieu de mouillage. Une partie de la rade, nommé le Plateau, possède des fonds avec moins de déclivité qui forment, relativement à ceux qui existent devant la ville, un exhaussement qui permet d'y mouiller par 24 brasses d'eau, en se tenant a deux encablures de la côte.
La ville de Saint-Pierre est bâtie au bord de la mer des Caraïbes, le long d'une plage de sable, et s'élève en amphithéâtre sur un terrain dont les pentes sont généralement peu rapides. Elle est traversée par une rivière, la Roxelane, qui la divise en deux parties formant, l'une, le quartier du Fort, en souvenir du fortin qu'y éleva d'Esnambuc à son arrivée, et l'autre, le quartier du Mouillage. Avant 1902, la ville se divisait en trois paroisses, celle du Fort, du Centre et du Mouillage, la rivière limitant la paroisse du Centre, au nord, et la rue du Petit-Versailles, numéros pairs, la limitant au sud.
La position topographique des quartiers de Saint-Pierre a une grande influence sur leur climat. Dans le quartier du Mouillage, les vents d'est sont interceptés par les mornes qui le cernent, à savoir, du sud au nord, le parapet de la batterie Sainte-Marthe (43 mètres), le morne d'Orange (124 mètres) et le morne Tricolore (195 mètres), d'où résulte une chaleur qui se trouve encore accrue par les rayons du soleil que les escarpements réfléchissent sur cette partie de la ville. Il en est de même pour le quartier du Centre que dominent le plateau Trouvaillant (153,70 mètres) et le morne Abel (140 mètres). Le quartier du Fort n'étant dominé par aucune hauteur voisine du côté de l'est, les vents de cette direction y soufflent avec liberté et tendent sans cesse à rafraîchir l'atmosphère.

### Géologie
Dans les environs de la montagne Pelée, les terres ne présentent que des débris de pierres-ponces mêlés aux détritus végétaux. Cette terre légère est d'un bon rapport et d'un travail facile.

## Urbanisme

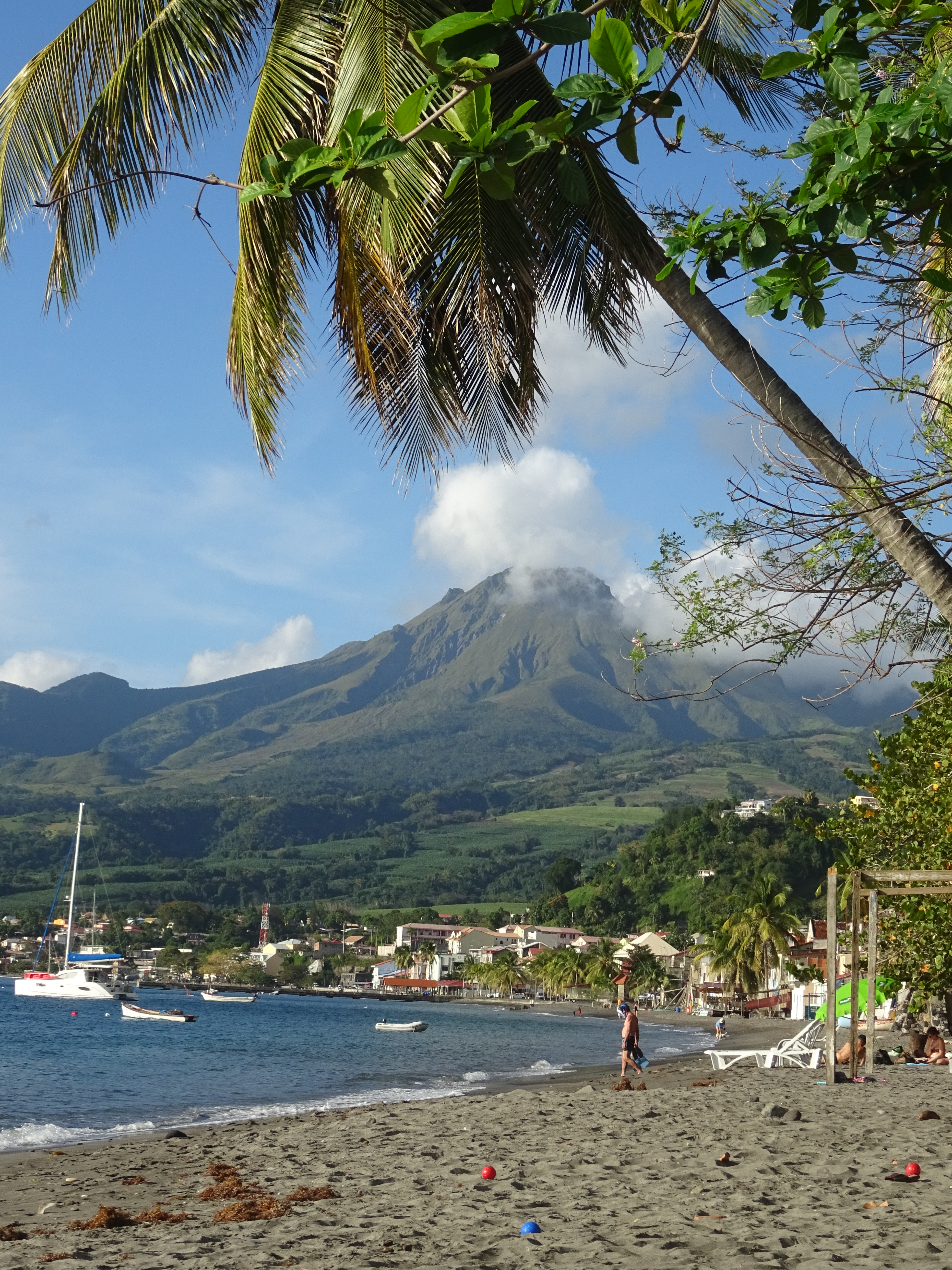
Martinique - Vue sur la Montagne Pelée depuis la plage de St Pierre au nord de l'île

### Typologie
Saint-Pierre est une commune rurale, car elle fait partie des communes peu ou très peu denses, au sens de la grille communale de densité de l'Insee,,,. Elle appartient à l'unité urbaine de Saint-Pierre (Martinique), une agglomération intra-départementale regroupant 1 commune et 4 069 habitants en 2022, dont elle est une ville isolée,.
Par ailleurs la commune fait partie de l'aire d'attraction de Fort-de-France, dont elle est une commune de la couronne. Cette aire, qui regroupe 28 communes, est catégorisée dans les aires de 200 000 à moins de 700 000 habitants,.
La commune, bordée par la mer des Caraïbes à l'ouest, est également une commune littorale au sens de la loi du 3 janvier 1986, dite loi littoral. Des dispositions spécifiques d’urbanisme s’y appliquent dès lors afin de préserver les espaces naturels, les sites, les paysages et l’équilibre écologique du littoral, comme le principe d'inconstructibilité, en dehors des espaces urbanisés, sur la bande littorale des 100 mètres, ou plus si le plan local d’urbanisme le prévoit,.

## Toponymie
Saint-Pierre doit son nom à l'apôtre éponyme, saint patron de son fondateur, Pierre Belain d'Esnambuc.

## Histoire

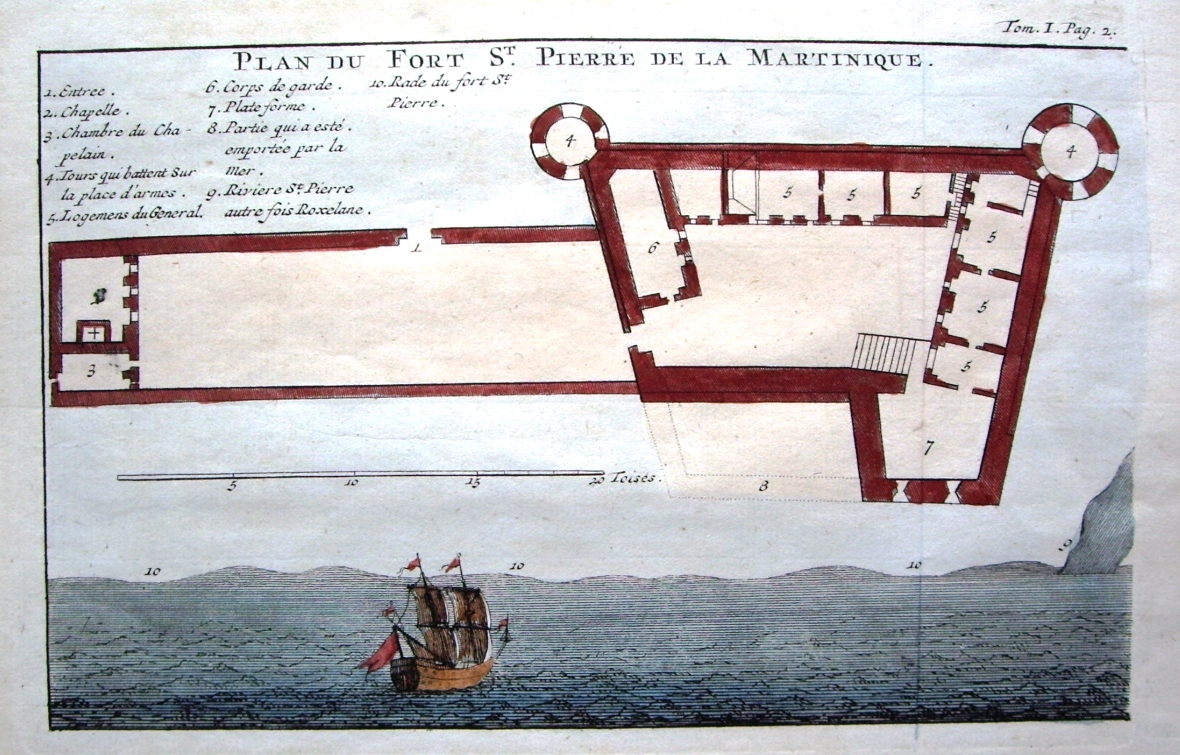
Plan du Fort Saint-Pierre de la Martinique par Jean-Baptiste Labat.

### Fondation de Saint-Pierre et colonisation française
Le 15 septembre 1635,, le flibustier Pierre Belain d'Esnambuc débarque dans la rade de Saint-Pierre avec 150 colons de la colonie française de Saint-Christophe. Il installe ainsi la première colonie permanente dans l'île de la Martinique, le Fort Saint-Pierre de la Martinique (actuelle ville de Saint-Pierre), pour le compte de la couronne de France et de la Compagnie des îles d'Amérique.

Saint-Pierre de la Martinique avant sa destruction en 1902.
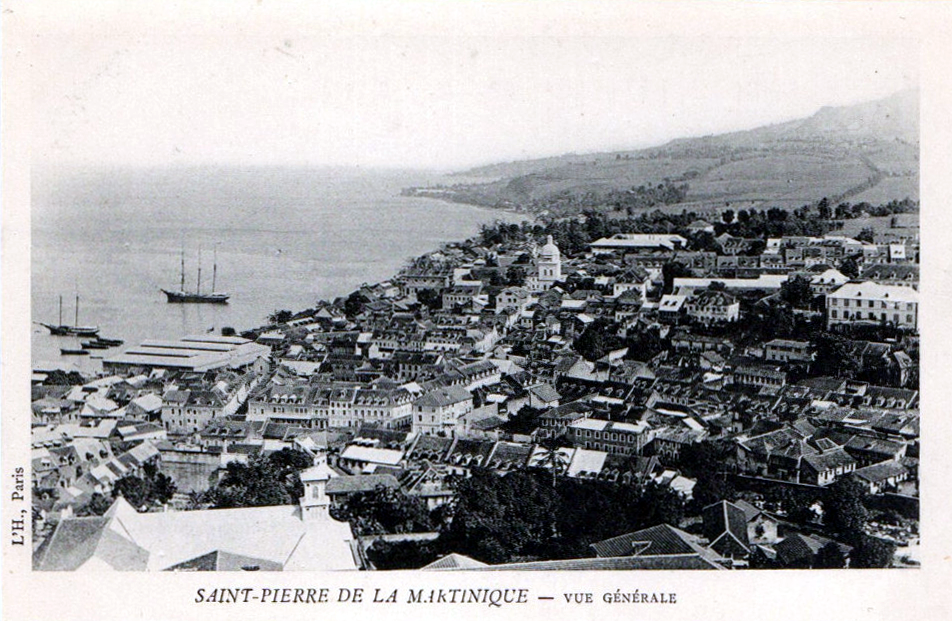
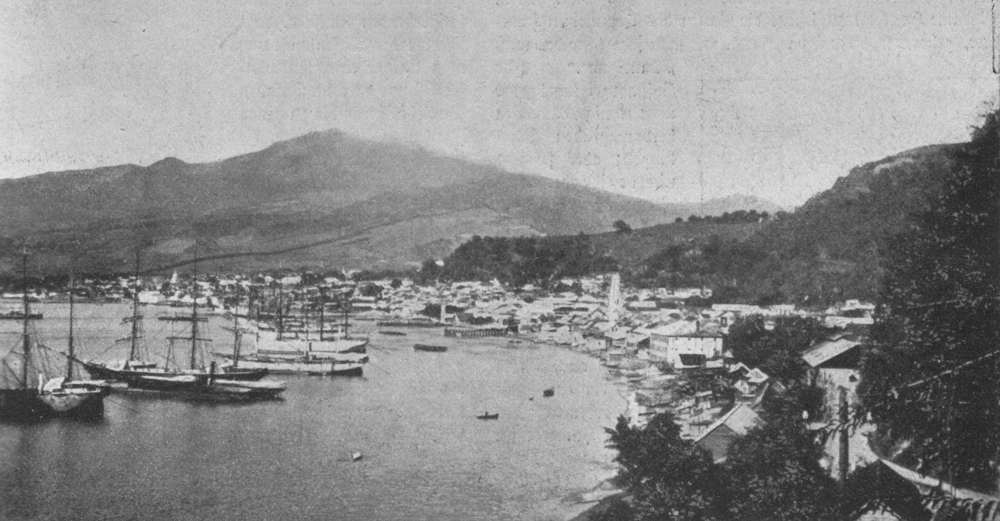
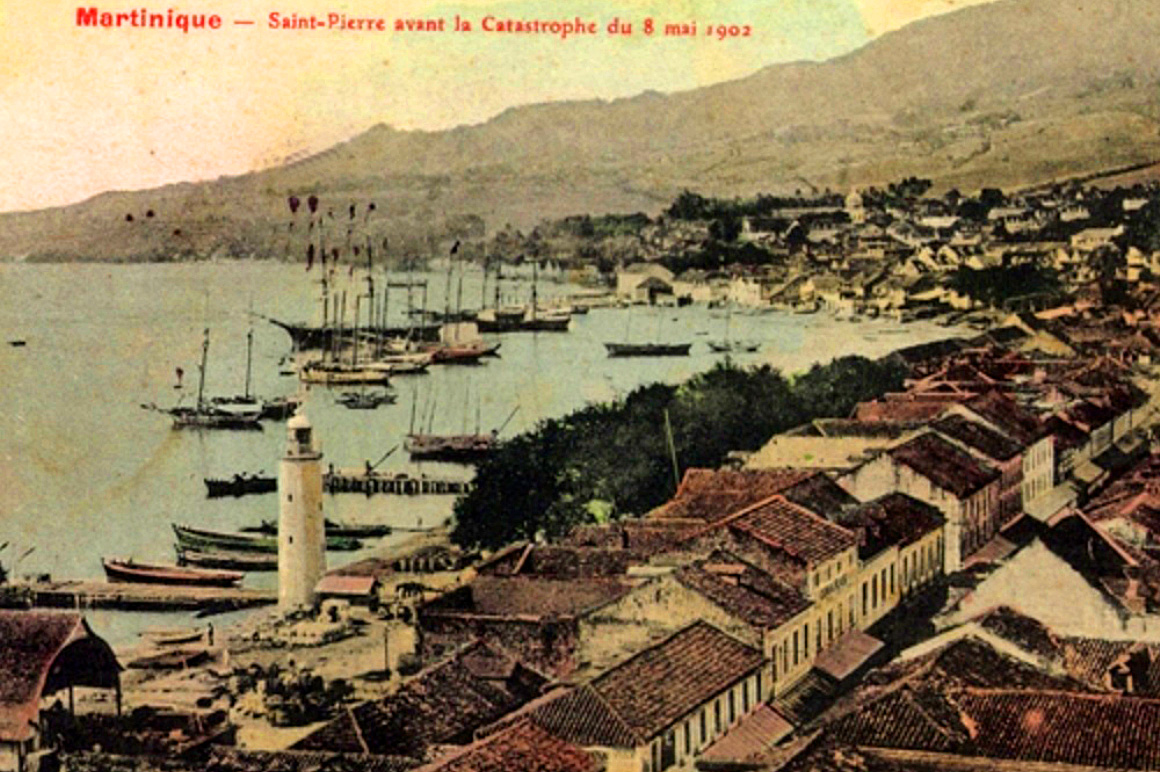
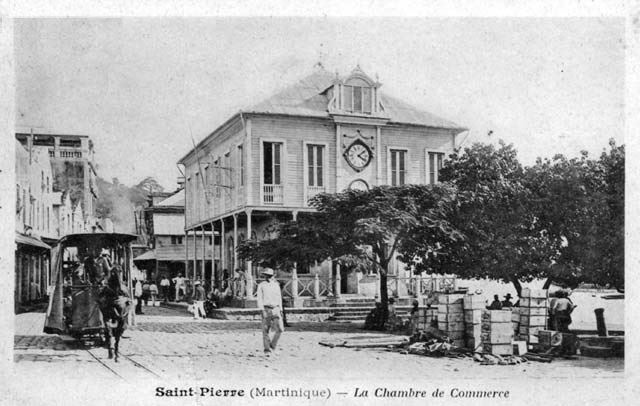
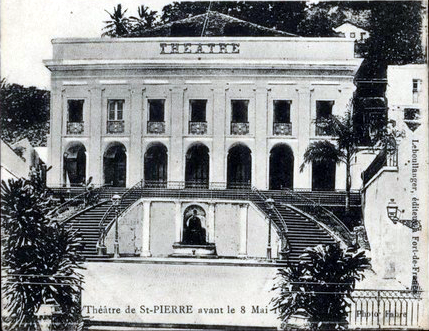
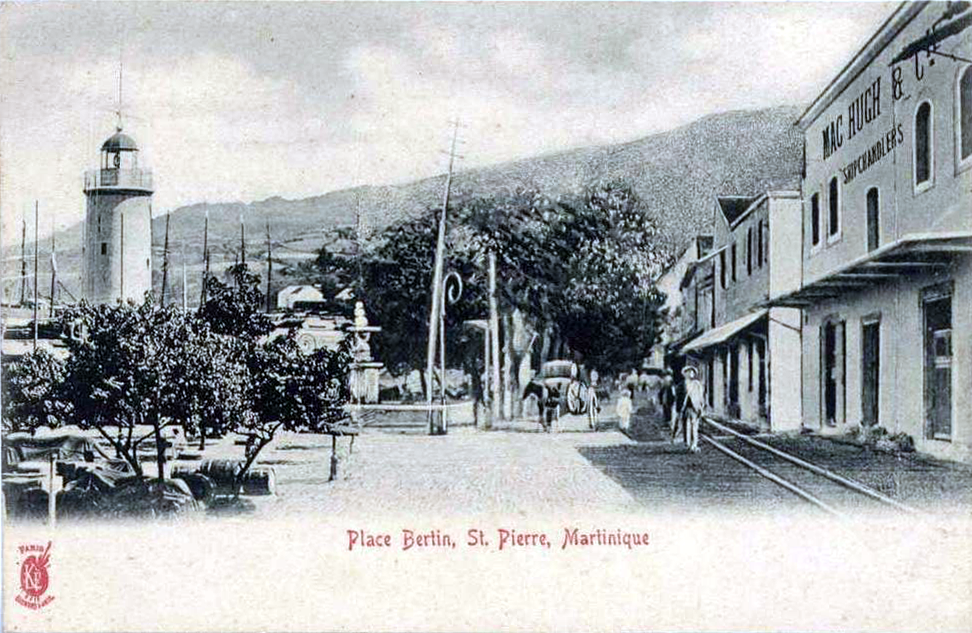
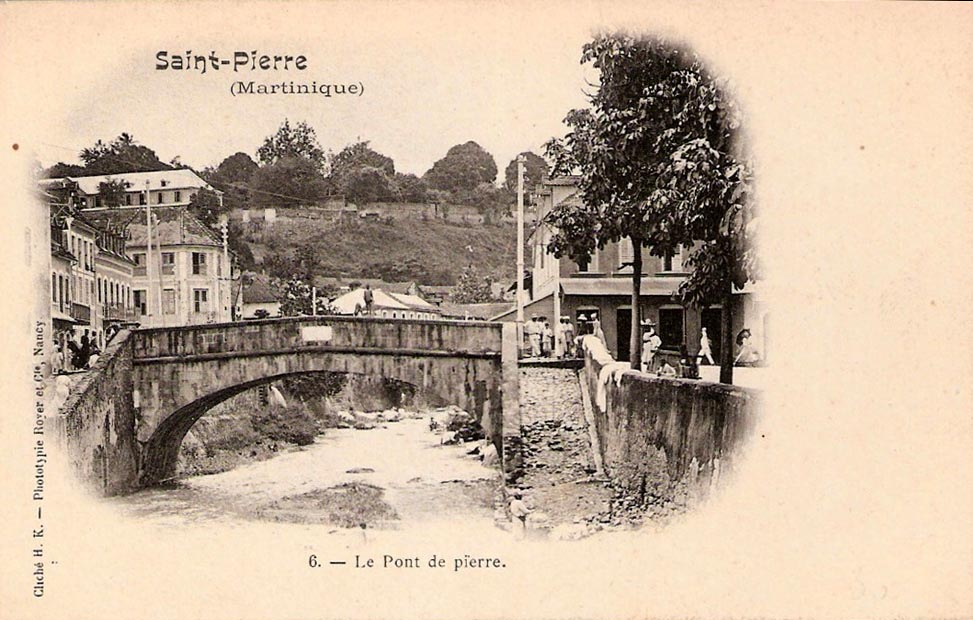
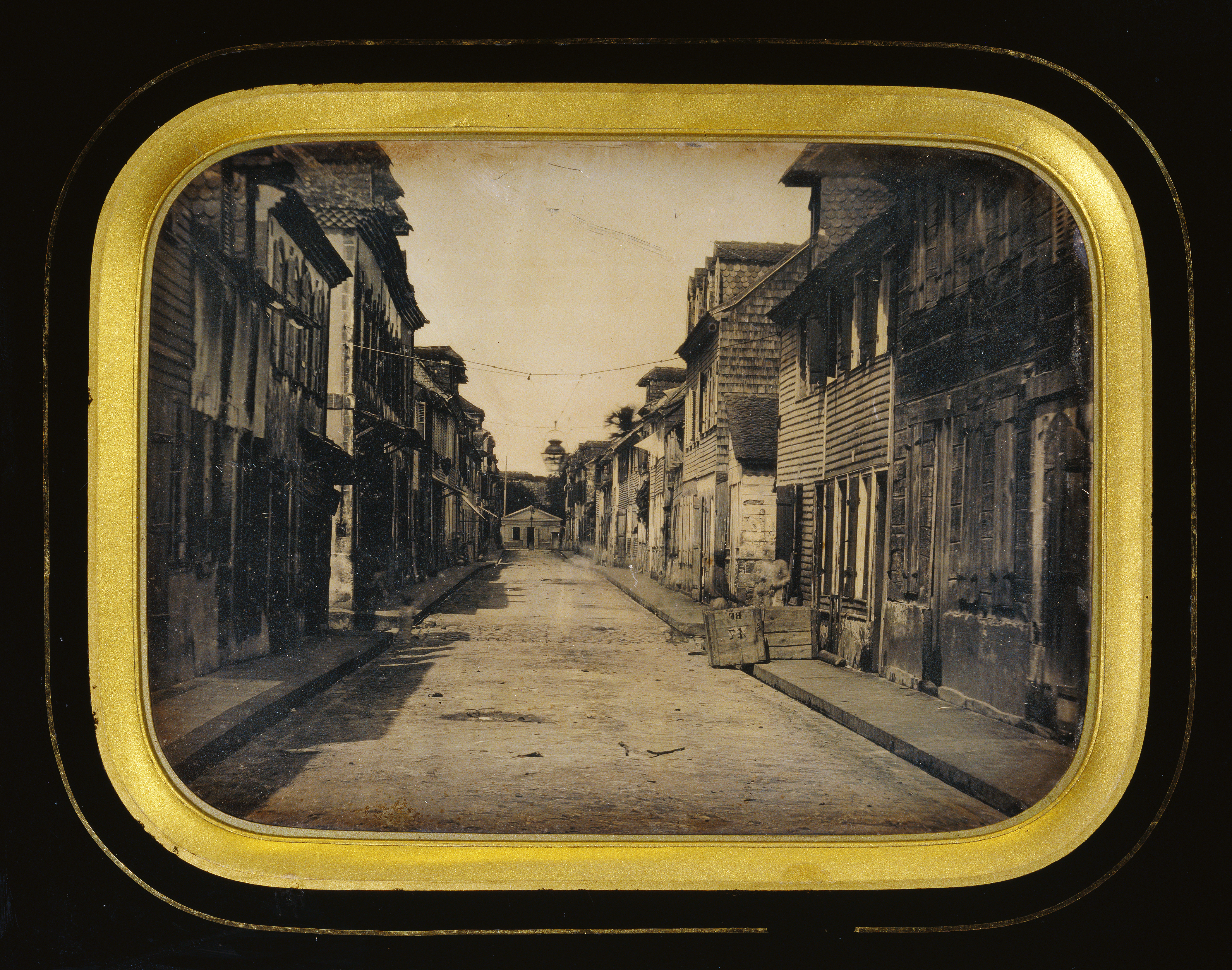
Rue de Saint-Pierre de la Martinique, 1848, Getty Museum.
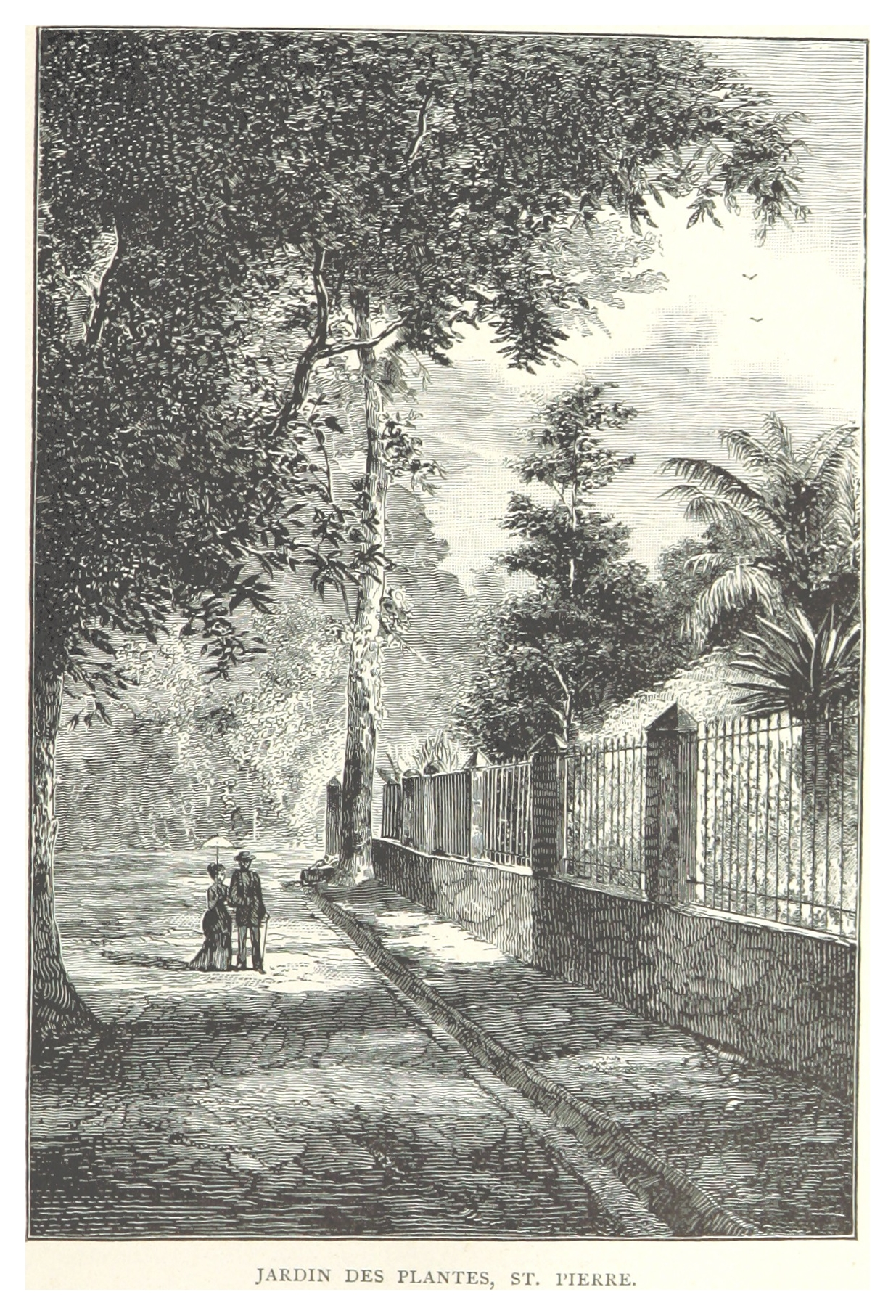
Jardin des Plantes de Saint-Pierre.
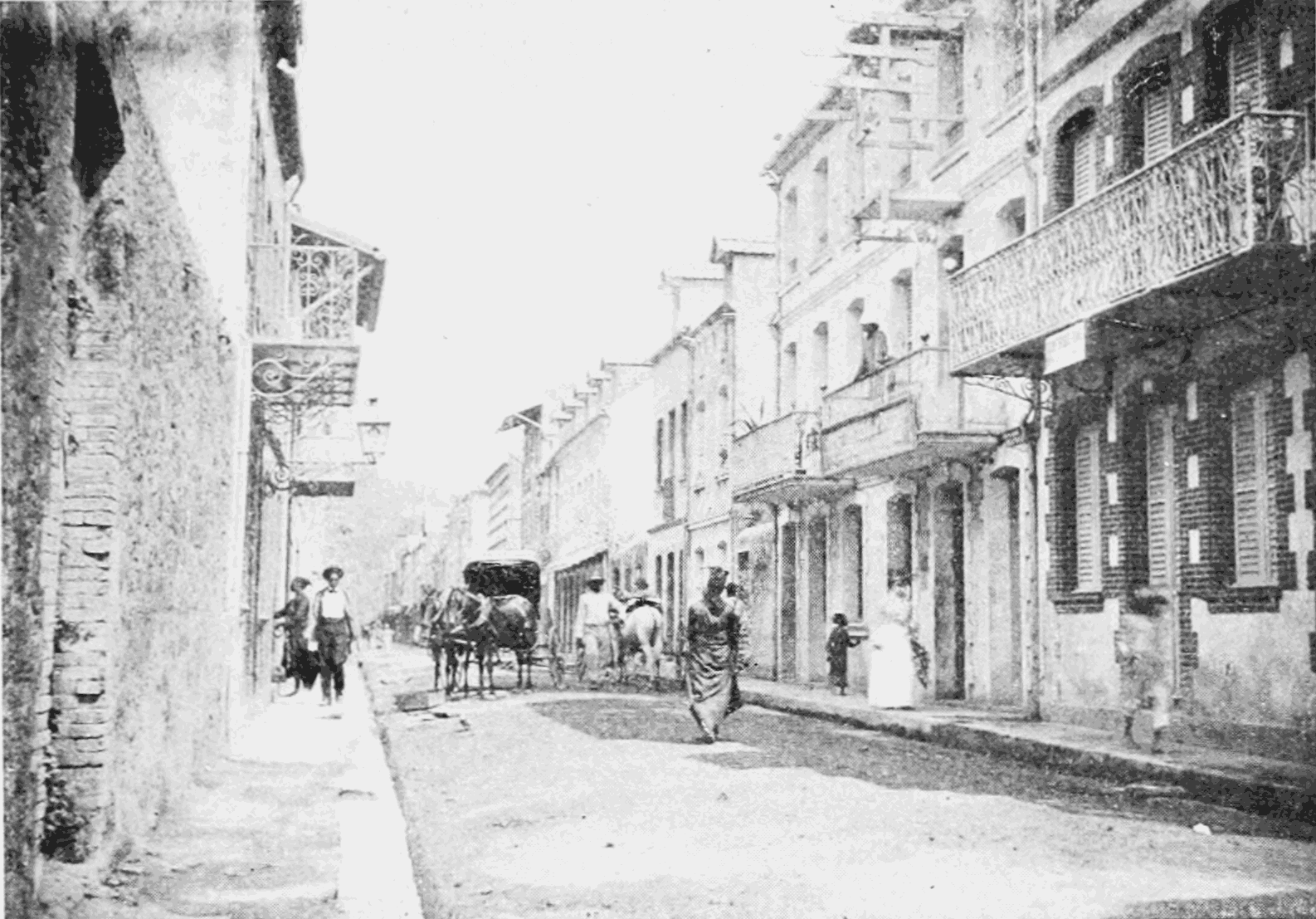
Rue de Saint-Pierre en 1900.

### Développement de Saint-Pierre et de la Martinique
De ce premier établissement, les premiers colons de Martinique partent à la conquête du reste de l'île. Afin d'éviter de se soumettre au joug colonisateur, les derniers autochtones de Martinique, les Caraïbes, se seraient alors suicidés en se jetant d'une falaise au nord de la ville, nommée depuis le tombeau des Caraïbes. Il s'agit d'une interprétation erronée d'un épisode de la colonisation de Grenade par les Français, durant laquelle les Caraïbes, surpris lors d'une fête, préférèrent mourir ainsi, plutôt que sous les coups des assaillants. Durant les premières décennies de l'implantation française, l'île est productrice de denrées coloniales fournissant de forts profits : tabac (pétun), roucou, indigo, cacao. La crise du tabac de la seconde moitié du XVIIe siècle ruine les premiers planteurs qui se tournent vers la production de sucre.
Saint-Pierre est alors la capitale administrative de la Martinique puisqu'elle abrite le palais du Gouverneur. L'Hôpital militaire Saint Jean-Baptiste de Saint-Pierre est établi à Saint-Pierre en 1665 : le prix de la journée y est fixé à cinq livres de tabac. En 1671, la ville est victime d'un incendie. En 1692, le palais du Gouverneur est transféré à Fort-Royal et Saint-Pierre perd son statut de capitale administrative, mais reste la capitale économique et le centre culturel de la Martinique jusqu'en 1902.
Une ordonnance du gouverneur, publiée en 1724, enjoint d'envoyer hiverner à Fort-Royal les navires en rade à Saint-Pierre à cause des ouragans.
En 1759, tentative d'invasion de la Martinique par les anglais : Saint-Pierre est bombardée le 19 janvier, sans succès. Saint-Pierre se dote d'une chambre de commerce et d'agriculture en 1760, qui envoie un député à Paris. Deuxième invasion anglaise de la Martinique en 1762 : celle-ci réussit. La Martinique est rendue à la France par le traité de Paris de 1763. 
Le grand ouragan de 1780 produit un raz-de-marée de 7,6 m qui inonde la ville en détruisant toutes les maisons et tue 9 000 personnes.
En 1789, les Pierrotins soutiennent le pouvoir révolutionnaire contre les békés, partisans de la royauté.
La Martinique est de nouveau prise par les anglais, de 1794 à 1802 (rendue à la France par la paix d'Amiens) et de 1809 à 1814 (rendue à la France au traité de Paris de 1814).

### Capitale économique et culturelle de la Martinique
La ville se développe grâce à l'industrie sucrière et au commerce des esclaves. Le port de Saint-Pierre attire alors des navires et marchands du monde entier. Une riche bourgeoisie commerçante prend essor, qui se fait construire des maisons de campagne au-dessus de Saint-Pierre, au Morne-Rouge, pour profiter de la fraîcheur le dimanche, et qui modernise la ville en la dotant d'équipements publics et de loisirs n'ayant rien à envier à ses modèles européens. Surnommée le Petit Paris, le Paris des Isles, la Perle des Antilles ou encore la Venise tropicale, la ville est alors le chef-lieu, mais aussi la capitale économique et culturelle de toutes les Antilles.
Dans son volume 3 de la France pittoresque, publié en 1835, Abel Hugo dresse une description détaillée de la ville de Saint-Pierre à son apogée : « Cette ville forme deux paroisses distinctes, celle du Mouillage et celle du Fort. (…) Par sa position et son commerce, c'est la ville la plus importante des Antilles françaises : elle possède plus de 1800 maisons, formant environ 8 000 feux sans y comprendre la banlieue qui fait partie des deux paroisses. Ses rues nombreuses sont toutes pavées : des ruisseaux d'eau vive et abondante y entretiennent la fraîcheur et contribuent à la salubrité de l'air. Les maisons sont bien bâties et possèdent des fontaines alimentées, comme les fontaines publiques, par la rivière du Fort qui partage la ville en deux parties distinctes, dont l'une conserve le nom de Saint-Pierre, et l'autre prend le nom de paroisse du Fort. Le Mouillage, partie nord de Saint-Pierre, renferme 9 400 habitants. On y compte plus de 760 maisons, sans compter celles de la campagne. L'église est d'une belle construction. Ce quartier, particulièrement affecté au commerce, possède peu de monuments publics. On y remarque le ci-devant collège royal, dit des pères blancs, un couvent de dames, une maison d'éducation pour les jeunes filles et un hospice de charité et l'hôpital maritime. On y trouve d'assez jolies promenades, un marché et des bains publics. Plusieurs sucreries, un très grand nombre de maisons de plaisance et d'habitations à vivres, font partie de cette paroisse. La paroisse du Fort, située loin du commerce, est habitée par les personnes que leurs affaires n'appellent pas à commercer au Mouillage : sa population est de 13 600 hab. On y remarque, parmi les édifices publics, l'hôtel des douanes, le trésor, la salle de spectacle, l'hôtel du gouvernement, les greffes, les casernes, les prisons, le tribunal de première instance, un couvent des ursulines et la promenade dite le cours de Laustat, près de laquelle se trouve le jardin des plantes, établi en 1803, dans le but de naturaliser, à la Martinique, les plantes des Indes orientales. Une partie de ce jardin est consacrée à la culture des plantes médicinales, pour les pauvres. L'église du Fort, placée dans un lieu élevé, est bien bâtie ; le presbytère est vaste et se trouve au milieu de l'allée de Perinelle, qui conduit à la belle sucrerie de ce nom. Il y a, comme à la paroisse du Mouillage, un curé et deux vicaires. Depuis 1819, il existe une glacière à Saint-Pierre. »
En 1900, Saint-Pierre, cas unique dans la région, possède un équipement particulièrement moderne : un réseau d'éclairage urbain électrique, un tramway hippomobile, une chambre de commerce, l'un des premiers asiles soignant les aliénés, le Jardin colonial des Plantes de Saint-Pierre, un port particulièrement actif et le Théâtre de Saint-Pierre de 800 places construit en 1786 sur le modèle du grand théâtre de Bordeaux. Outre des spectacles divertissants que viennent voir des spectateurs aussi célèbres que Donatien-Marie-Joseph de Rochambeau ou de Ferdinand de Lesseps, ce théâtre sert également de lieu de réunions publiques, mais déficitaire, il est fermé en 1901.

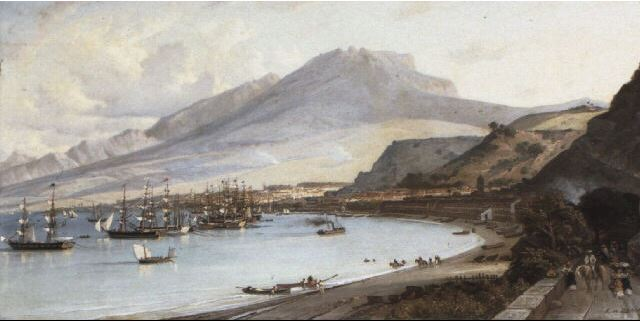
La baie de Saint-Pierre par Évremond de Bérard

### Éruption de 1902 et destruction de Saint-Pierre

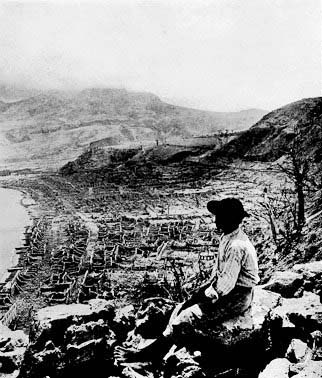
La ville en ruine après l'éruption.

Début avril 1902, des fumerolles apparaissent au sommet de la montagne Pelée, suivies d'une pluie de cendres et des grondements souterrains le 23 avril et d'un grand nuage de roches et de cendres qui s’échappe du sommet le 25 avril. Le 27 avril, jour du premier tour de l’élection législative de 1902, une forte odeur de soufre envahit Saint-Pierre. Le 2 mai, la montagne produit de fortes détonations, des tremblements de terre, et un panache noir de fumée s'élève qui masque le soleil.
Bien que les événements soient inquiétants, l’administration souhaite que le second tour de l’élection législative se déroule normalement et les personnalités de la ville se partagent alors en partisans et adversaires de l’évacuation de la ville selon leurs opinions politiques. Les chutes de cendres s'intensifient le 4 mai et les routes vers le nord sont coupées à cause des ravines en crue, ce qui crée un début d’affolement de la population et les premiers départs.
Le 5 mai, les rues de Saint-Pierre sont envahies de serpents fer-de-lance chassés des hauteurs par les cendres brûlantes et dont la morsure mortelle tue 50 personnes et plus de 200 animaux, alors qu'à l’embouchure de la rivière Blanche, l’usine sucrière Guérin est envahie pour les mêmes raisons par des myriades de fourmis et de scolopendres venimeux, avant d'être ensevelie sous plus de 6 m de boue brûlante, faisant 25 victimes. Au même moment, la mer se retire de 100 m et provoque un tsunami qui envahit le bas de Saint-Pierre. Des dizaines d’habitants ont déjà quitté Saint-Pierre et certaines voix recommandent une évacuation totale de la ville, mais en raison de la proximité du second tour des élections législatives partielles du dimanche 11 mai qu'il est trop compliqué de reporter, aucune mesure d'évacuation n'est mise en place par les autorités et les notables, tels le maire Rodolphe Fouché, le gouverneur Mouttet, le directeur du principal journal Les Colonies Marius Hurard ou le gros usinier Eugène Guérin qui minimisent le danger.
Le jeudi 8 mai, jour de l'Ascension, à 7 h 52, une nuée ardente dévale le volcan vers Saint-Pierre à la vitesse de 670 km/h. Cette masse gazeuse et solide de plus de 1 000 °C rase en quelques minutes toute la ville en tuant 26 000 personnes et en détruisant 40 navires dans la rade. Un prisonnier, Louis-Auguste Cyparis, protégé par les murs épais de sa cellule, put survivre à la catastrophe. Le cordonnier Léon Compère-Léandre aurait également survécu, protégé, lui aussi, par des murs épais. Une seconde éruption, plus violente que la première, a lieu le 20 mai et finit de dévaster la ville.

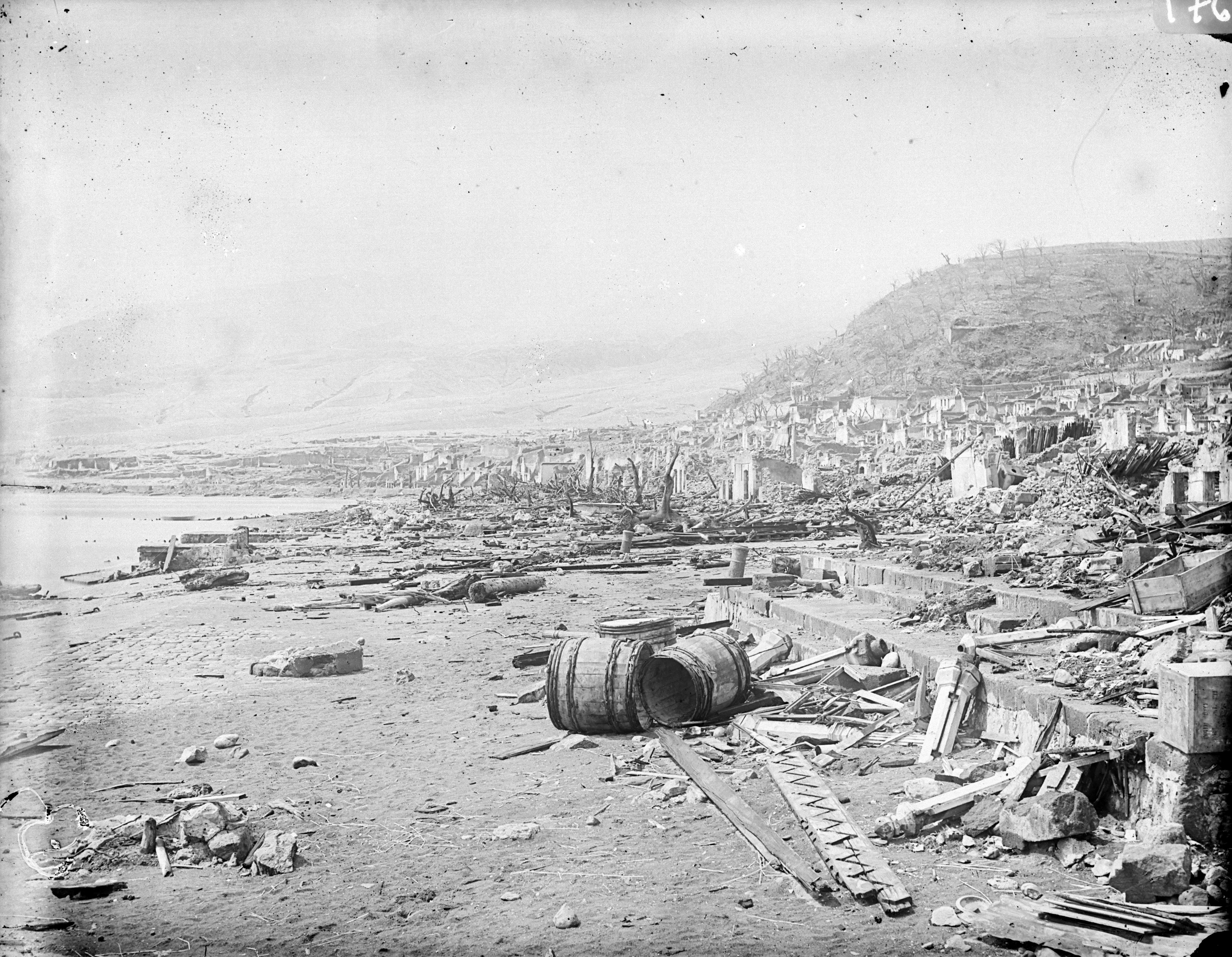
Place Bertin en ruine.

Aux lendemains de la destruction de Saint-Pierre par la montagne Pelée, des gens venus des îles d'à côté et des communes voisines organisent un pillage systématique de la ville, sous le prétexte de retrouver leur famille. Un pillage officiel est ensuite organisé par l'État français, qui se dépêche de récupérer l'or et les numéraires des banques de Saint-Pierre. L'État délègue une commission chargée de récupérer les bijoux se trouvant sur les cadavres, avec la promesse de les restituer aux familles des défunts, mais la promesse n'est pas tenue. Les gens viennent à Saint-Pierre pour récupérer des fontaines, chercher du marbre, s'attribuer des statues et s'emparer des canons. La ville reste en cendres pendant plusieurs années, malgré l'affluence des dons venus de toute part, et sa grande rivale, Fort-de-France, lui ravit alors logiquement le titre de capitale économique et culturelle de l'île. La cité martyre tombe sous le coup de la loi du 15 février 1910 qui la raye de la carte des communes de France et qui confie son territoire à la gestion de la commune voisine du Carbet. Cette loi autorise la commune receveuse à vendre le patrimoine de la commune supprimée, et à en garder le bénéfice qui se dégage de la liquidation de cette dernière. Ainsi Saint-Pierre perd en grande partie la richesse de son patrimoine archéologique dont la mise au jour progressive a depuis révélé une culture matérielle à l’opposé de bien des préjugés contemporains.

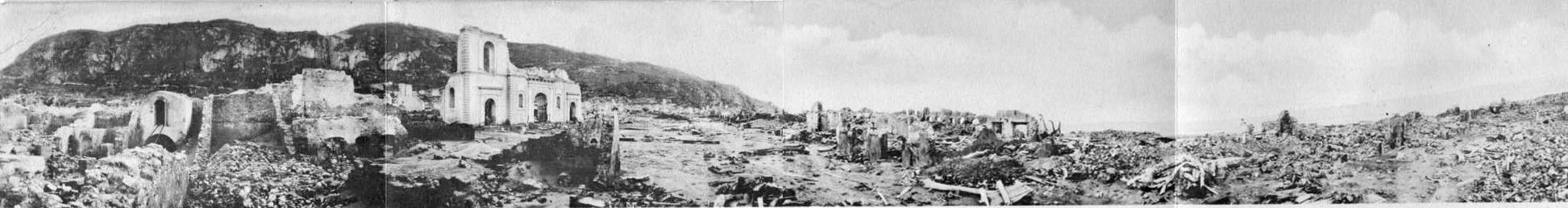
Panorama des ruines de Saint-Pierre après l'éruption de la montagne Pelée du 20 mai 1902.

### Reconstruction de Saint-Pierre

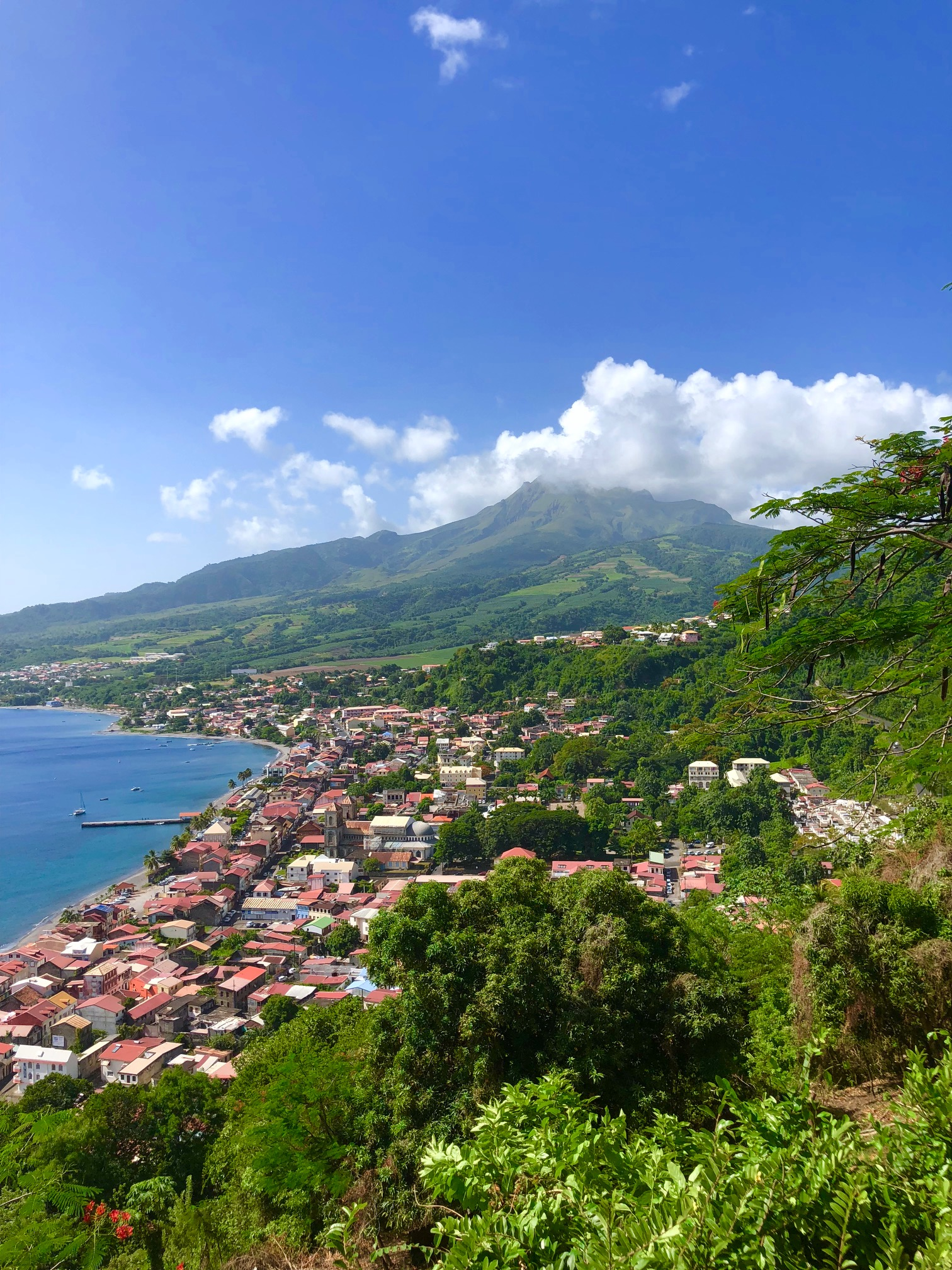
Photo de Saint-Pierre avec la montagne Pelée en arrière plan, 2018.

Saint-Pierre redevient une commune en 1923 et la ville commence alors à renaître de ses cendres. Elle est progressivement reconstruite (la chambre de commerce est reconstruite à l'identique).

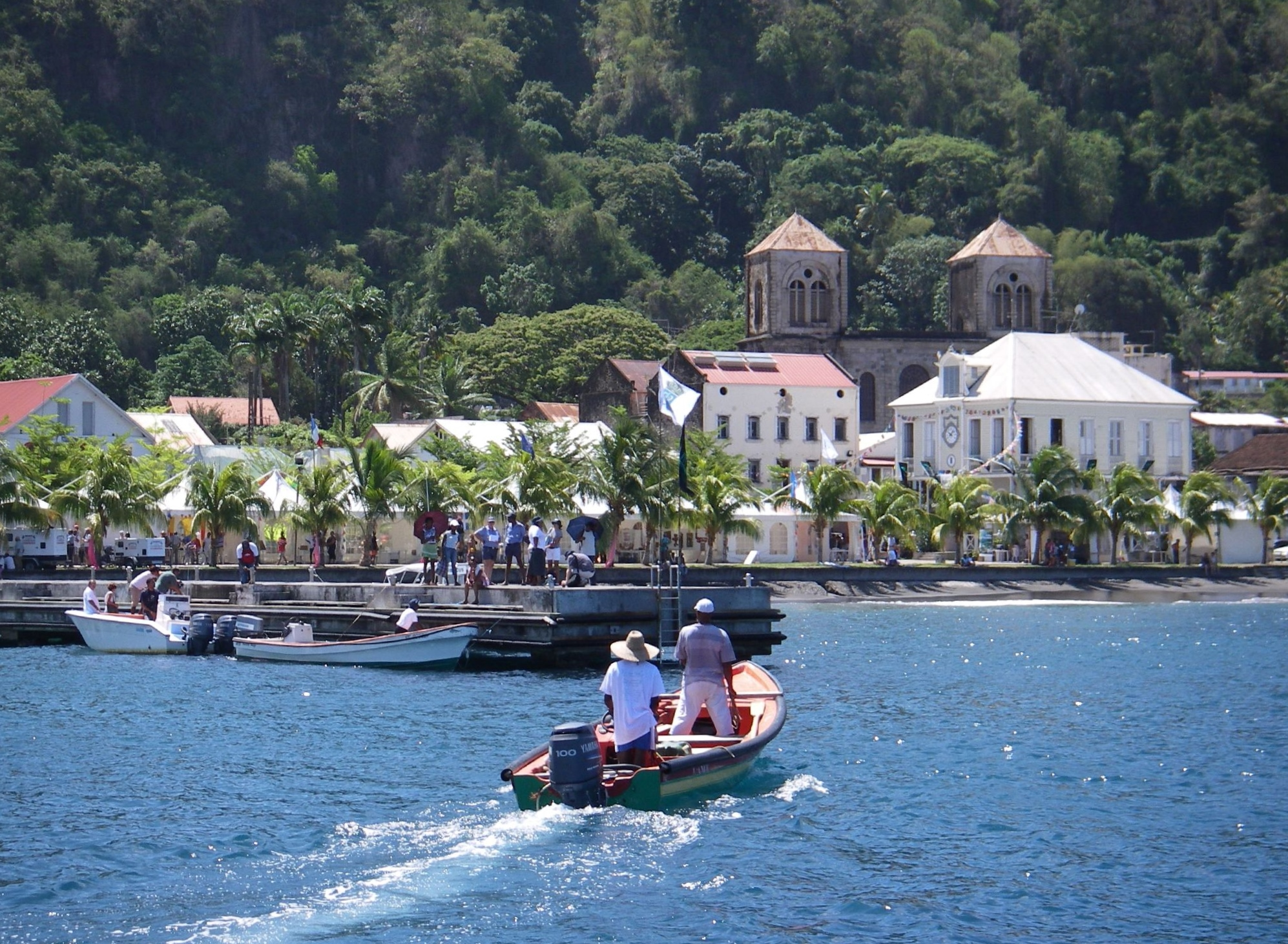
Centre-ville de Saint-Pierre vu depuis le large.

L'ensemble de la ville est labellisée Ville d'Art et d'Histoire en 1990. De ce fait, l'activité de Saint-Pierre est basée essentiellement sur le tourisme et notamment sur la plongée, le port présentant de nombreuses épaves de navires.

## Politique et administration

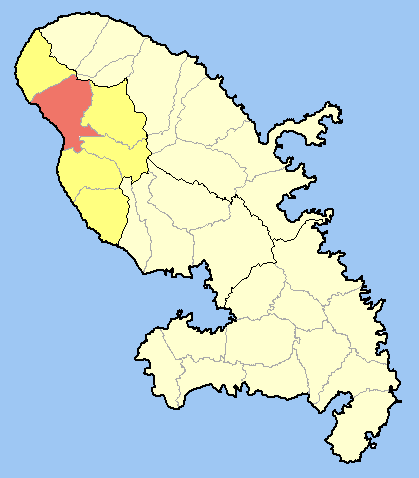
La commune de Saint-Pierre (en rose) dans l'arrondissement de Saint-Pierre (en jaune).

### Rattachements administratifs et électoraux
Saint-Pierre a cessé d'être une commune entre le 15 février 1910 et 1923, son territoire étant alors incorporé à la commune voisine du Carbet.
Saint-Pierre est le siège de la  troisième sous-préfecture de la Martinique créée par le décret du 9 mai 1995.
C'est le chef-lieu de l'arrondissement de Saint-Pierre. La commune est actuellement le principal pôle administratif et commercial du nord caraïbe de la Martinique. En effet, en plus de la sous-préfecture, on trouve également à Saint-Pierre, un hôpital, le lycée polyvalent Victor Anicet, un centre des Impôts, une agence de la Caisse générale de sécurité sociale, de la Caisse d'allocations familiales, une agence du Pôle emploi, mais aussi une antenne de la chambre de commerce et d'industrie de la Martinique.

### Intercommunalité
La commune fait partie de la communauté d'agglomération du Pays Nord Martinique.

### Tendances politiques et résultats
Lors du premier tour des élections municipales de 2014 en Martinique, la liste DVG  menée par le maire sortant Raphaël Martine obtient la majorité absolue des suffrages exprimés, avec 1 220 voix (50,62 %, 	21 conseillers municipaux élus dont 2 communautaires), devançant les listes menées respectivement par :
- Christian Rapha (DVD, 1 035 voix, 42,94 %, 6 conseillers municipaux élus) ;
- Éliane Cesto Gustave (DVG, 155 voix, 6,43 %, pas d'élus)
Lors de ce scrutin, 38,33 % des électeurs se sont abstenus.
Ces élections ont été annulées par le Conseil d'État et des élections municipales partielles organisées le 29 mars 2015, remportées par la liste menée par Christian Rapha (1 518 voix, 51,86 %) qui devance celle du maire invalidé Raphaël Martine (1 409 voix, 48,13 %). Lors de ce scrutin, 26,07 % des électeurs se sont abstenus.
Lors du premier tour des élections municipales de 2020 en Martinique, la liste DVC menée par le maire sortant Christian Rapha obtient la majorité absolue des suffrages exprimés, avec 1 130 voix (51,50 %, 21 conseillers municipaux élus dont 2 communautaires), devançant celle DVG menée par Ludmille Larade-Eustache (1 064 voix, 48,49 %, 6 conseillers municipaux élus). 
Lors de ce scrutin, 41,51 % des électeurs se sont abstenus.

### Liste des maires
Depuis 1945, six maires se sont succédé à la tête de la commune :
| Période      | Période                       | Identité              | Étiquette           | Qualité |
| ------------ | ----------------------------- | --------------------- | ------------------- | --- |
| 3 juin 1945  | 14 mai 1962                   | Paul Pierre-Charles   | SFIO                | Instituteur, Directeur d'école Conseiller général du Carbet (07.10.1945) puis Conseiller général de Saint-Pierre (02.10.1949 → 1962)             |
| 24 juin 1962 | 20 mars 1977                  | Eugène Pierre-Charles | SFIO puis Centriste | Inspecteur des impôts Conseiller général de Saint-Pierre (1955 → 1979)                                                                           |
| 20 mars 1977 | mars 1988                     | Jean Maurice          | app. UDF            | Conseiller général de Saint-Pierre (1979 → 1982)                                                                                                 |
| mars 1988    | 11 mars 2001                  | Louis Pierre-Charles  | DVG puis DVD        | Conseiller général de Saint-Pierre (1988 → 1994 puis 1999 → 2001)                                                                                |
| 11 mars 2001 | 30 janvier 2015 ,             | Raphaël Martine       | RDM                 | Infirmier Conseiller général du canton de Saint-Pierre (2001 → 2015) Élections municipales annulées par le Conseil d'Etat pour fraude électorale |
| 5 avril 2015 | En cours (au 2 décembre 2020) | Christian Rapha       | PRM puis LREM       | Pharmacien, chef d'entreprise Vice président de CAP Nord Martinique (2020 → ) Réélu pour le mandat 2020-2026                                     |

### Distinctions et labels
L'ensemble de la ville est labellisée Ville d'Art et d'Histoire en 1990 par le ministère de la Culture et de la Communication

## Équipements et services publics

### Enseignement
- École maternelle publique Saint-Pierre ;
- École élémentaire publique Saint-Pierre A ;
- École élémentaire publique Saint-Pierre B - L.Philémond-Montout ;
- Lycée polyvalent Victor Anicet (Métiers des Arts Appliqués, du Design et de la Communication Multimédia) ;
- Collège Louis Delgres.

### Santé
La ville de  Saint-Pierre accueille le "Centre Hospitalier Nord Caraïbe". L'établissement de Saint-Pierre est situé à L'angle des Rues Percées, à 100 m de la mairie.
Site web du Centre Hospitalier du Nord-Caraïbe

## Population et société

### Démographie
L'évolution du nombre d'habitants est connue à travers les recensements de la population effectués dans la commune depuis 1765, premier recensement postérieur à la départementalisation de 1946. À partir de 2006, les populations de référence des communes sont publiées annuellement par l'Insee. Le recensement repose désormais sur une collecte d'information annuelle, concernant successivement tous les territoires communaux au cours d'une période de cinq ans. Pour les communes de moins de 10 000 habitants, une enquête de recensement portant sur toute la population est réalisée tous les cinq ans, les populations de référence des années intermédiaires étant quant à elles estimées par interpolation ou extrapolation. Pour la commune, le premier recensement exhaustif entrant dans le cadre du nouveau dispositif a été réalisé en 2004.

En 2022, la commune comptait 4 069 habitants, en évolution de −1,36 % par rapport à 2016 (Martinique : −4,11 %, France hors Mayotte : +2,11 %).
| 1765   | 1835   | 1895   | 1902   | 1923  | 1961  | 1967  | 1974  | 1982  |
| ------ | ------ | ------ | ------ | ----- | ----- | ----- | ----- | ----- |
| 15 000 | 23 000 | 25 832 | 26 011 | 3 000 | 6 347 | 6 559 | 6 180 | 5 438 |

| 1990  | 1999  | 2009  | 2014  | 2019  | 2022  | - | - | - |
| ----- | ----- | ----- | ----- | ----- | ----- | - | - | - |
| 5 007 | 4 453 | 4 453 | 4 229 | 4 121 | 4 069 | - | - | - |

### Sports
Équipements sportifs :
- Stade Paul-Pierre-Charles (quartier le Fort) ;
- Stade Gabriel Suvélor (Bourg).

Clubs sportifs :
- L'Assaut de Saint-Pierre, football, athlétisme ; L'Assaut de Saint-Pierre remporta 15 trophées en une décennie dont 5 titres de champion de la Martinique et 6 fois la Coupe de la Martinique de football et a été l'une des meilleures équipes de football durant les années 1960 en Martinique et aux Antilles françaises.

Les joueurs connus de l'Assaut de Saint-Pierre sont : Yvon Chomet, ancien joueur professionnel de l'AS Monaco, Guy Modeste, ancien joueur professionnel de l'AS Saint-Etienne, Fabrice Reuperné, ancien joueur professionnel du Stade de Reims, du SO Romorantin, de l'AS Cannes et de l'AO Kerkyra et du PAS Giannina en Grèce.
- Tout' Sézon, football féminin.
- Club Bouliste de Saint-Pierre
- Judo Club de Saint-Pierre

## Économie
Une antenne de la Chambre de commerce et d'industrie de la Martinique est présente sur la commune de Saint-Pierre. L'industrie extractive est fortement implantée à Saint-Pierre, où elle procure une cinquantaine d'emplois directs et tout autant d'emplois indirects. Trois sociétés y exploitent des gisements de pouzzolane. Issue des coulées générées des éruptions de la montagne Pelée, cette pouzzolane y est ensuite traitée afin de produire annuellement plus d'un million de tonnes de sable lavé et de granulats destinés à la fabrication des bétons et mortiers pour le BTP. Très appréciée, la pouzzolane de Saint-Pierre peut également être introduite dans la fabrication du ciment, comme succédané partiel du clinker.

## Culture locale et patrimoine

### Lieux et monuments

#### Archéologie, monuments historiques et sites
La prise en compte du patrimoine archéologique est assurée sur le territoire communal au moyen d'un arrêté préfectoral du 20 juin 2008 instituant des zones de présomption de prescriptions archéologiques (ZPPA). Dans le périmètre de ces zones, les projets d'aménagement sont présumés faire l'objet d'opérations d'archéologie préventive préalablement à leur réalisation. La principale synthèse concernant la recherche archéologique à Saint-Pierre a été publiée en 1999 dans la collection des Documents d'évaluation du patrimoine archéologique des villes de France.
La commune de Saint-Pierre est labellisée Ville d'Art et d'Histoire depuis la signature de la convention avec le ministère de la Culture et de la Communication en 1990 et présente de nombreux vestiges de ses anciens bâtiments publics ou privés ruinés, dont certains sont protégés au titre des Monuments historiques.
- La cathédrale de Notre-Dame-de-l’Assomption ou cathédrale Notre-Dame-du-Bon-Port auparavant appelée église du Mouillage reconstruite à l'initiative de Victor Depaz, avec le concours de monseigneur Lequien. Ce bâtiment fait l'objet de travaux de restauration depuis début 2015 sous la direction de monsieur Pierre Bortolussi, architecte en chef des monuments historiques[36]. Cet immeuble est inscrit au titre des Monuments historiques (MH) ;
- Église Saint-Étienne-du-Centre de Saint-Pierre de la Martinique.
- Les ruines de l'église du Fort, immeuble classé MH ;
- La batterie Sainte-Marthe, immeuble inscrit MH ;
- Les ruines du Bureau du Génie, immeuble classé MH ;
- Les ruines de la Maison coloniale de santé, immeuble classé MH ;
- La poudrière Trouvaillant, classée au titre des MH ;
- L'habitation Perrinelle, immeuble inscrit MH ;
- Les ruines du théâtre, construit à la fin du XVIIIe siècle sur le modèle du grand théâtre de Bordeaux suivant la légende urbaine. Toutefois selon ses proportions, et son échelle architecturale, il est de dimensions beaucoup plus réduites que celui de la cité bordelaise. Il en va de même pour sa décoration et dans le traitement de l'ordre monumental qui est mis en œuvre sur sa façade principale. Immeuble classé MH ;
- Le cimetière du Fort, immeuble classé MH ;
- Les ruines de l'asile Bethléem, immeuble inscrit MH ;
- Les ruines de la rue Bouillé, immeuble inscrit MH ;
- Les ruines de la prison et le cachot de Cyparis, immeuble inscrit MH ;
- Les piliers du pont Verger, immeuble inscrit MH ;
- Le pont militaire, immeuble inscrit MH ;
- Le pont Roche sur la Roxelane, immeuble inscrit MH ;
- La mairie, labellisée « Patrimoine du XXe siècle » ;
- La maison Roy-Camille, labellisée « Patrimoine du XXe siècle » ;
- La rue Mont-au-Ciel ;
- La place Bertin ;
- L'ancienne bourse du commerce, actuel siège du Bureau du Patrimoine de la Ville (animatrice du patrimoine de la Ville d'Art et d'Histoire[37]) ;
- Les différentes fontaines (place Ernoult, rue Levassor, etc.) ;
- La distillerie Depaz où est produit le rhum Depaz ;
- Les épaves sous-marines ;
- Le quartier la Galère ;
- Le Fond Coré ;
- L'ancien jardin botanique, actuellement fermé pour travaux de restauration ;
- L'habitation Duchamp ;
- L'habitation Anse Latouche dont la plus grande partie se situe sur la commune du Carbet ;
- L'église Saint-Étienne-du-Centre, disparue.
- Le séminaire-collège Saint-Louis-de-Gonzague, disparu.

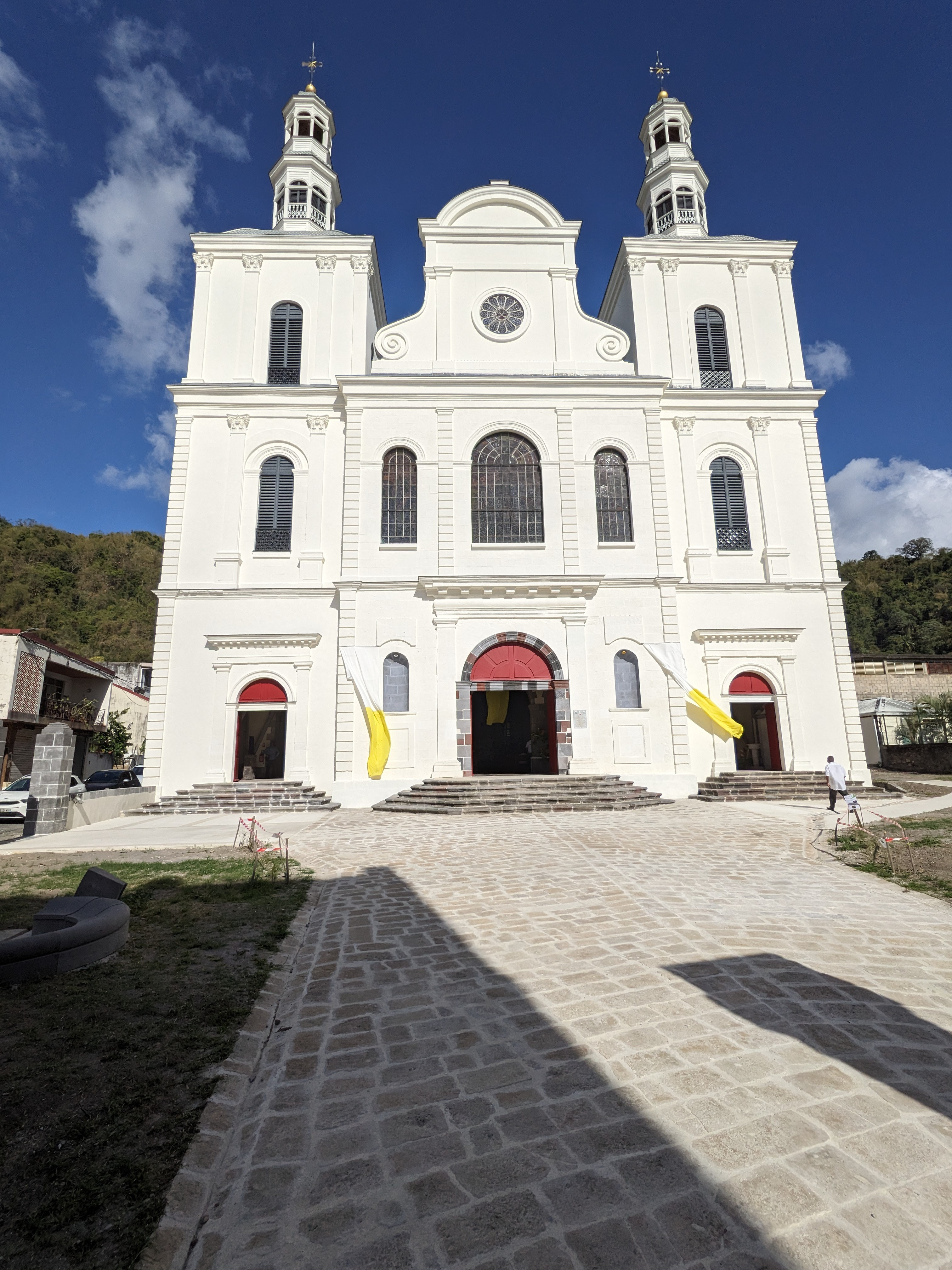
La cathédrale Notre-Dame-de-l'Assomption de Saint-Pierre  en 2024.
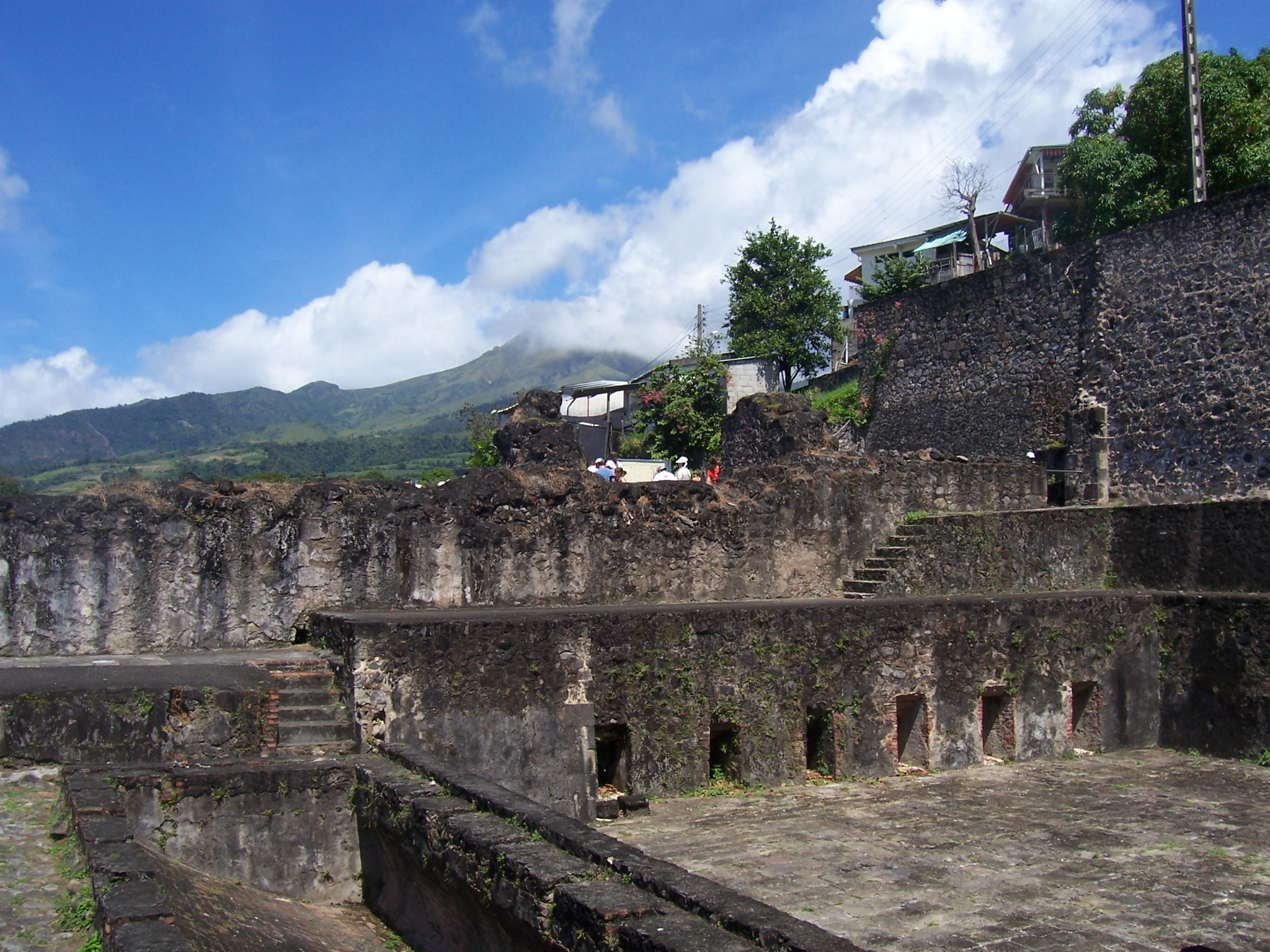
Ruines du théâtre.
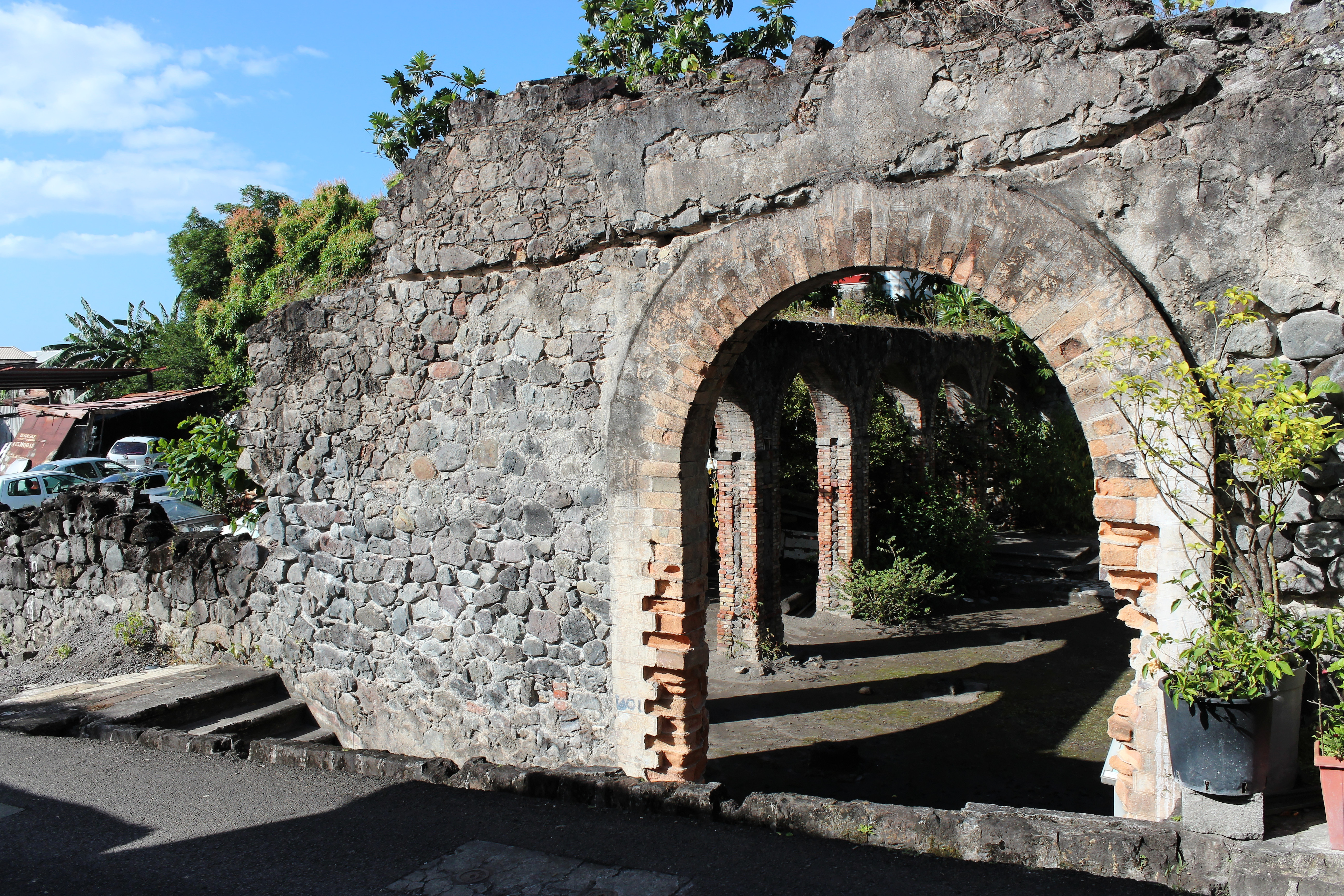
Ruines de l'asile Bethléem.
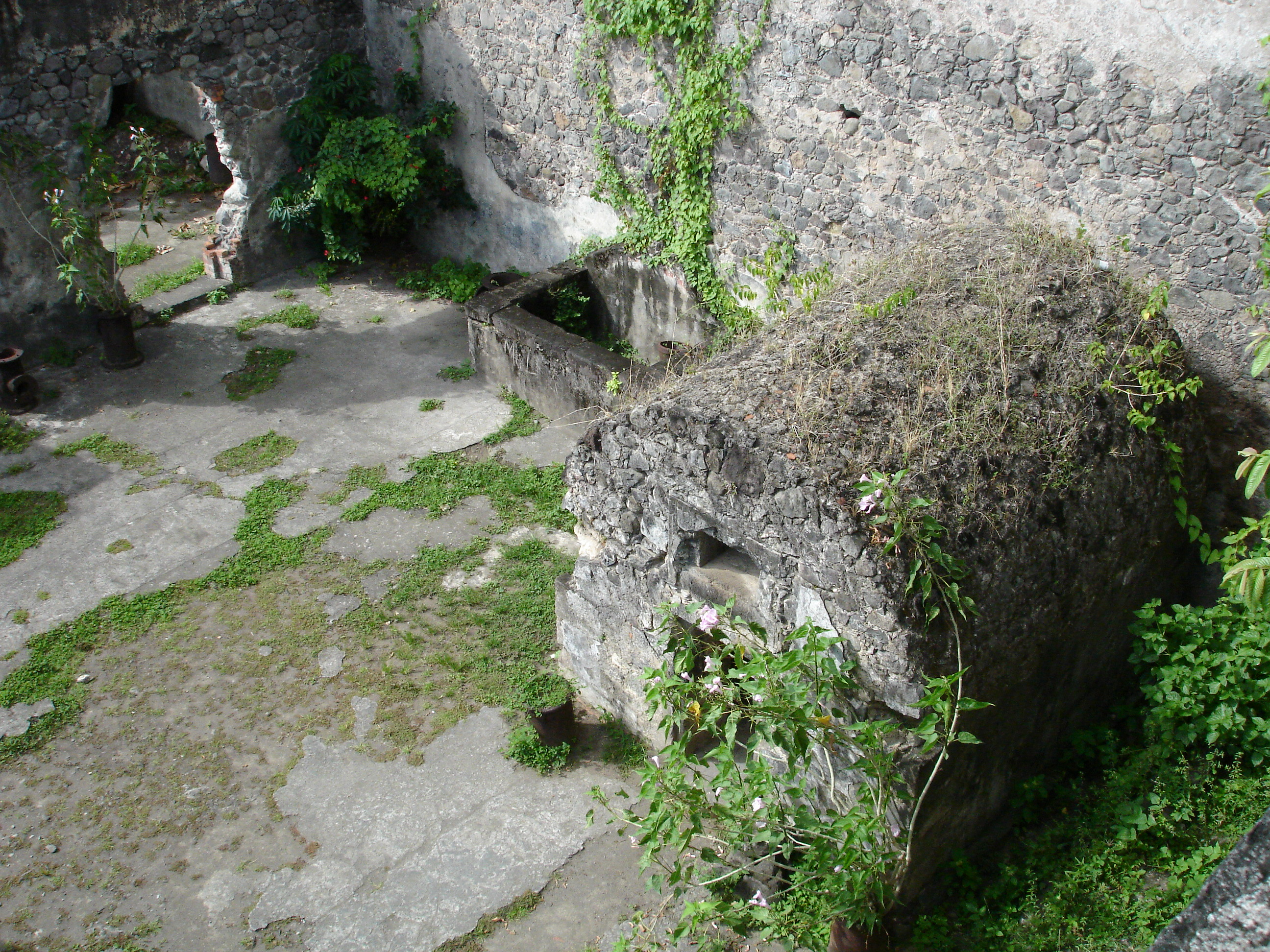
Cachot de Cyparis, l'un des deux survivants de l'éruption de 1902.

#### Œuvres sous-marines
Au large de la ville se trouve l'une des œuvres d'art les plus originales de Martinique. Baptisée Manman dlo, elle a été imaginée par l'artiste martiniquais Laurent Valère.
Mise en place en 2004, cette œuvre de plus de 20 tonnes de béton représente une sirène (créature mythique provoquant le naufrage des navires). Faisant référence aux chavirages consécutifs à l'éruption de la montagne Pelée, elle est un hommage à la mer et une invitation à sa protection. Immergée face à l'entrée du bourg de Saint-Pierre, à 9 m de profondeur et à  50 mètres du rivage, la sculpture est facilement accessible en snorkeling.
Une seconde sculpture, immergée à proximité en 2015 se veut être la fille, féminine, sensuelle et plus massive encore (37 tonnes), de Manman dlo. L'artiste l'a nommée Yemaya.
Ces 2 modèles d'art sous-marin sont les prémices du futur parc de sculptures sous-marines de Saint-Pierre .

#### Musées
- Centre de découverte des sciences de la Terre, habitation Perinnelle ;
- Musée Franck-A.-Perret, musée volcanologique, label Musée de France.

### Personnalités liées à la ville

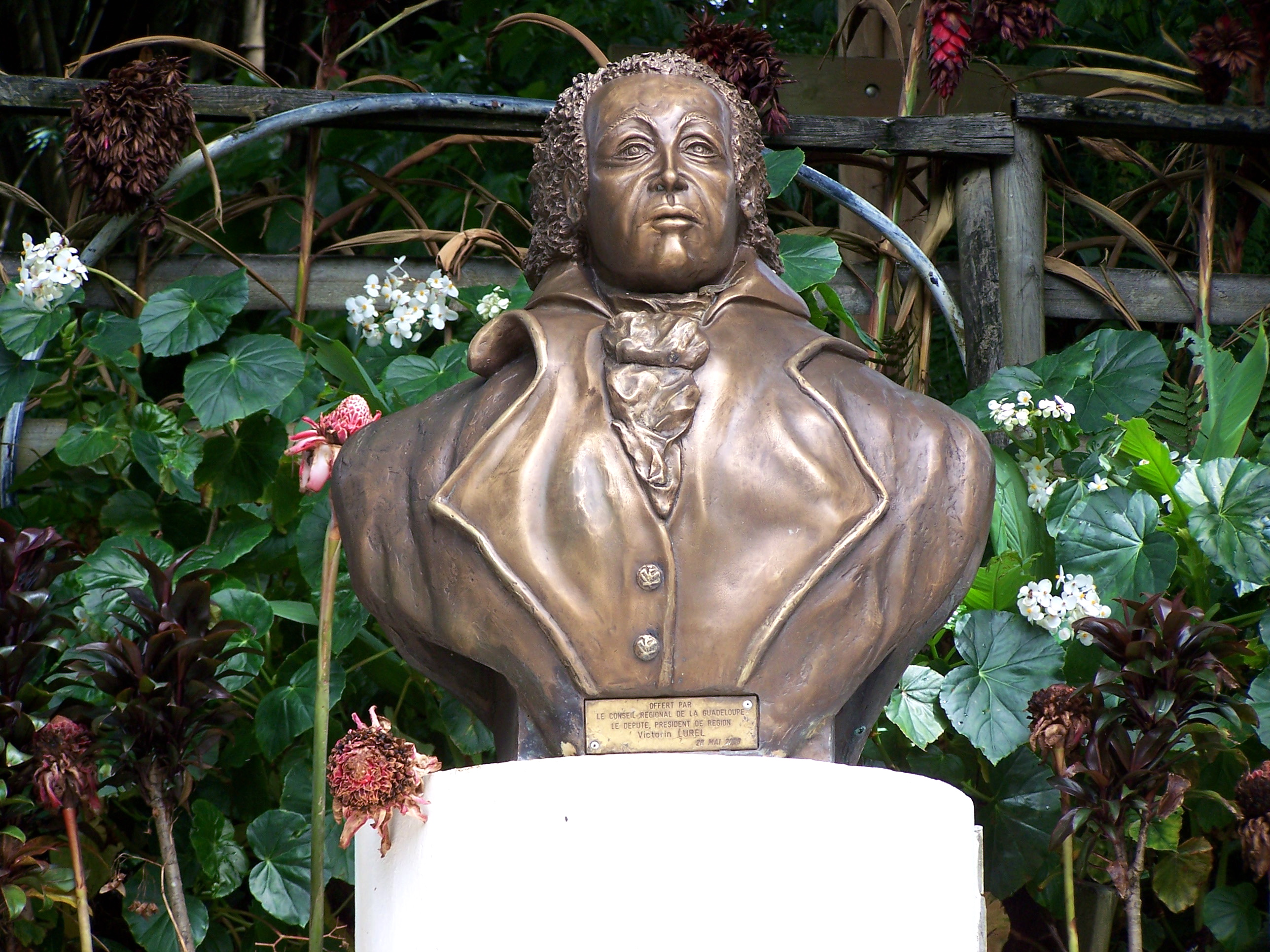
Louis Delgrès abolitionniste et antiesclavagiste

- Pierre Belain d'Esnambuc, flibustier normand, qui y débarque en 1635 ;
- Georges-Augustin César-Laîné, maire de Saint-Pierre de 1887 à 1893, président du Conseil général de la Martinique de 1886 à 1890 et député de la Martinique de 1893 à 1898
- Joseph Serrant (1767-1827), général français de la Révolution et de l’Empire, né à Saint-Pierre ;
- Pierre César Dery (1768 ; mort au combat le 18 octobre 1812 à la bataille de Winkowo), général français de la Révolution et de l’Empire (nom gravé sous l'Arc de Triomphe) ;
- Louis Delgrès, abolitionniste et antiesclavagiste. Héros de la lutte contre le rétablissement de l'esclavage en Guadeloupe, mort sans capituler avec trois cents combattants au Matouba en 1802. « Pour que vive la liberté »[réf. nécessaire].
- Pierre Louis d'Arnauld (1771-1832), général d'Empire ;
- Étienne Mentor (1771-?), député de l'île de Saint-Domingue au Conseil des Cinq-Cents ;
- Cyrille Bissette, né à Fort de France, député de la Martinique de 1849 à 1851 et l'un des pères de l'abolition de l'esclavage en Martinique ;
- Laure Sabès, en religion mère Marie de la Providence (1841-1911), religieuse, fondatrice des dominicaines missionnaires de Notre-Dame-de-la-Délivrande ;
- Pierre-Marie Pory-Papy, avocat, abolitionniste et antiesclavagiste. Il est maire de Saint-Pierre en 1848 et député de la Martinique de 1848 à 1849 et de 1871 à 1874 ;
- Alfred Agnès, antiesclavagiste et maire de Saint-Pierre de 1848 à 1853 ;
- Auguste-François Perrinon, abolitionniste et député de la Martinique de 1849-1850 ;
- Joseph Desmazes, sénateur de la Martinique de 1876 à 1882 et ancien président du conseil général de la Martinique ;
- Marius Hurard, avocat et député de la Martinique de 1881 à 1893 et président du conseil général de la Martinique de 1880 à 1881. Il est fondateur de l'école laïque en Martinique ;
- Louis-Auguste Cyparis, l'un des survivants avec Léon Compère de l'éruption du 8 mai 1902 de la montagne Pelée en Martinique ;
- Henri Lémery, premier Martiniquais de l'histoire membre d'un gouvernement en France. Ministre de la Justice en 1934. De 1917 à 1920, il est nommé successivement sous-secrétaire d'État au Commerce, à l'Industrie, aux Postes et Télégraphes, aux Transports maritimes et à la Marine marchande ;
- Alcide Delmont (1874-1959), deuxième Martiniquais de l'histoire membre d'un gouvernement en France. Il a été député de la Martinique et sous-secrétaire d'État aux Colonies du 3 novembre 1929 au 21 février 1930 et du 2 mars au 30 décembre 1930 ;
- Victor Depaz, industriel et maire de Saint-Pierre en 1941 ;
- Paul Pierre-Charles, maire de Saint-Pierre de 1945 à 1962. En son hommage, le stade de football de la commune porte son nom ;
- Amédée Knight, sénateur de la Martinique de 1899 à 1916 et président du conseil général de la Martinique de 1901 à 1902 et de 1903 à 1905 ;
- Marcellin Nadeau, né à Saint-Pierre, député de la deuxième circonscription de la Martinique depuis 2022 et conseiller à l'Assemblée de Martinique depuis 2021. Maire du Prêcheur de 2008 à 2022 et conseiller général du canton du Prêcheur de 2004 à 2015.
- Lucien Saliber, né à Saint-Pierre, maire du Morne-Vert de 2013 à 2021 et président de l'Assemblée de Martinique depuis 2021.
- Gilbert Gratiant, écrivain. Pionnier de la littérature en langue créole martiniquais avec "Fab kompè Zikak" ;
- Paulette Nardal, cofondatrice de La Revue du Monde noir en 1932 et elle est une des inspiratrices du courant littéraire de la Négritude[38] ;
- Marie-Reine de Jaham, écrivaine ayant vécu à Saint-Pierre, officier des Arts et des Lettres en 2013 et lauréate du prix littéraire des Caraïbes en 1997 et auteure du roman La Grande Béké ;

Parmi les victimes de l'éruption du 8 mai 1902, on compte :
- René Bonneville, écrivain ;
- Louis Mouttet, gouverneur, et son épouse ;
- Marius Hurard, homme politique ;

Dans la musique
- David Martial, chanteur martiniquais devenu célèbre en France grâce à son tube Célimène.
- Jean-Claude Naimro, chanteur et musicien du groupe antillais Kassav. Il est Chevalier de l'ordre des Arts et des Lettres en 2020.
- Le groupe Les Léopards, originaire de Saint-Pierre, fut l’un des groupes de Kadans les plus populaires en Martinique dans le début des années 1970. Il s'agit du premier groupe martiniquais à avoir obtenu un disque d'or en 1976[39].

Dans les arts
- L'écrivain martiniquais Raphaël Confiant consacre son roman Nuée ardente à la destruction de Saint-Pierre en 1902 ;
- Patrick Chamoiseau y inscrit le début de l'action de son roman Texaco ; il a également écrit les textes du jeu vidéo Méwilo, dont l'action se déroule à Saint-Pierre un peu avant la catastrophe de 1902 ;
- Raphaël Tardon parle des derniers jours avant l'éruption du 8 mai 1902 dans son roman La Cadeira ;
- Marie-Reine de Jaham fait de Saint-Pierre et de ses alentours le pivot de son roman Les héritiers du Paradis, la quatrième partie de sa saga romanesque L’or des îles.

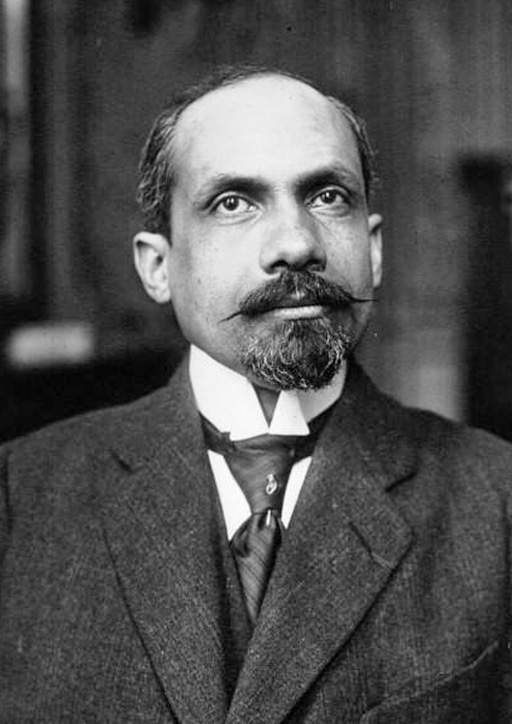
Henri Lémery, sous-secrétaire d'État au Commerce et à l'Industrie en 1917 et ministre de la Justice en 1934. Il est le premier martiniquais de l'histoire membre d'un gouvernement en France
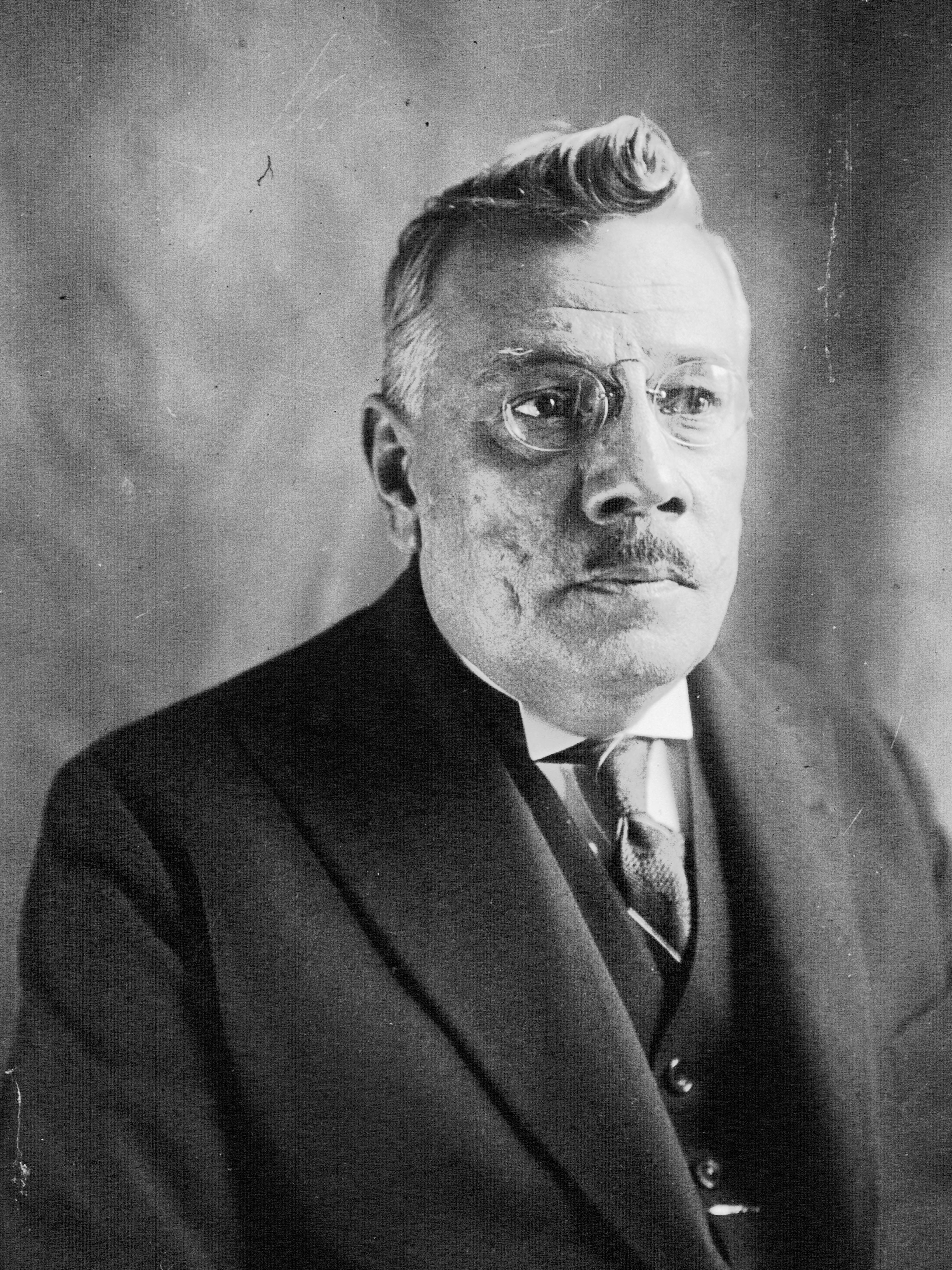
Alcide Delmont, sous-secrétaire d'État aux Colonies de 1929 à 1930. Il est le deuxième martiniquais de l'histoire membre d'un gouvernement en France
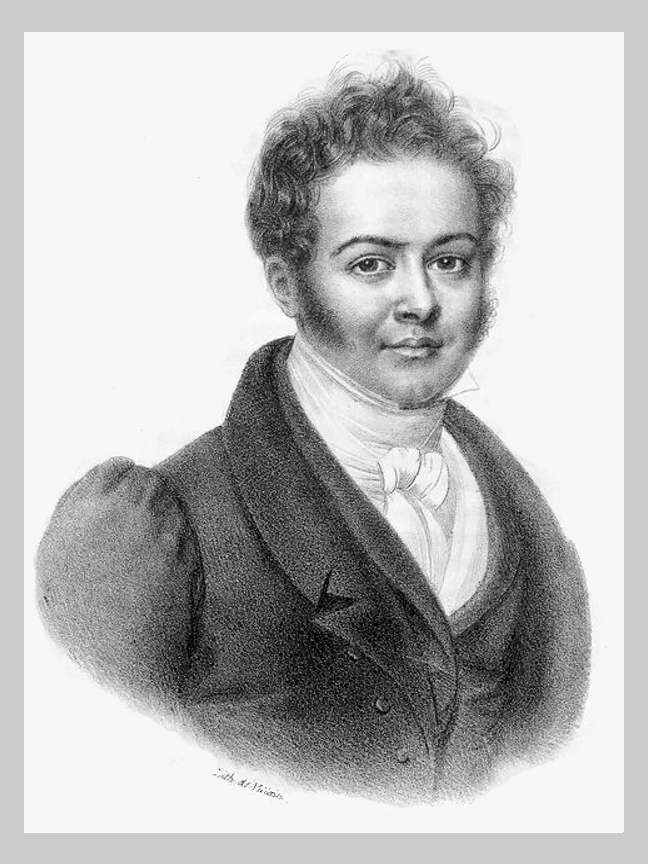
Cyrille Bissette député de la Martinique de 1849 à 1851 et l'un des pères de l'abolition de l'esclavage en Martinique
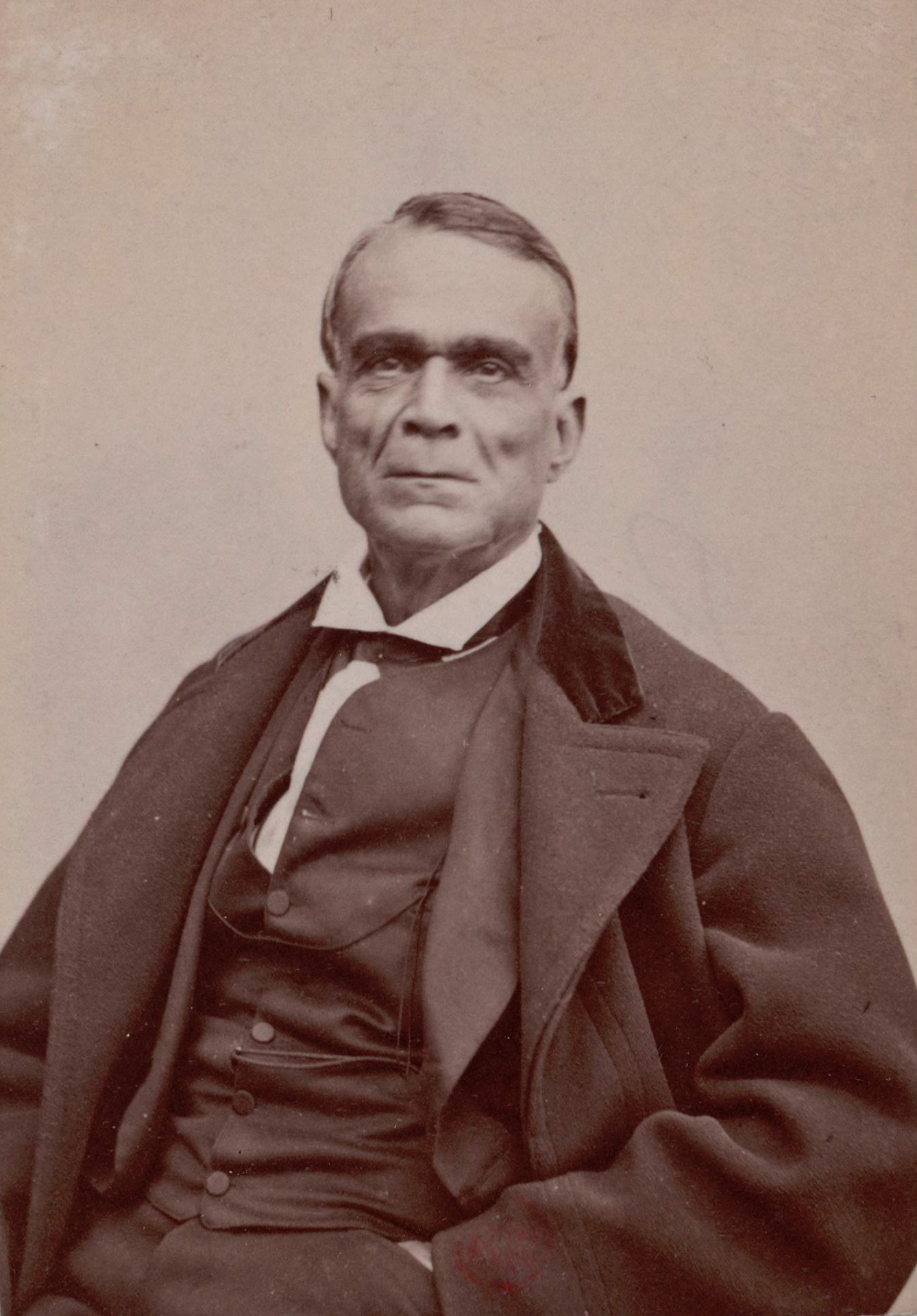
Pierre-Marie Pory-Papy, Abolitionniste et antiesclavagiste, député de la Martinique de 1848 à 1849 et de 1871 à 1874
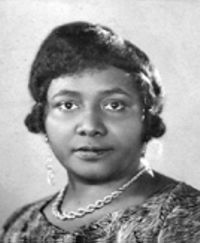
Paulette Nardal, Brillante intellectuelle, elle est la première femme noire de l'histoire, inscrite à l'Université de la Sorbonne à Paris et une militante de la cause noire avec sa sœur Jeanne, elle fut aussi une des inspiratrices du courant littéraire de la négritude.

### Héraldique
| Blason | Blasonnement : D'azur au caducée d'or, à la bordure du même. |